# Columnes infernals
Les columnes infernals és el nom que reben les columnes incendiàries que van funcionar de gener a maig de 1794 sota el comandament del general republicà Louis Marie Turreau durant la guerra de Vendée, i que havien de destruir els últims centres insurreccionals de la Vendée militar.
Després de l'aniquilació de l'Exèrcit Catòlic i Reial a finals de 1793 durant el gir de Galerna, el general Turreau va desenvolupar un pla destinat a entrecreuar la Vendée militar amb dotze columnes incendiàries que va rebre les ordres següents: exterminar tots els "brigants" que van participar en la revolta, dones i nens inclosos; evacuar poblacions neutrals o patriòtiques; apoderar-se de conreus i bestiar; pobles i boscos cremant.
De gener a maig de 1794, les columnes van creuar els territoris insurgents de Maine-et-Loire, Loire-Inférieure, Vendée i Deux-Sèvres. Les ordres de Turreau no són aplicades de la mateixa manera pels diferents generals. Mentre alguns intenten limitar els abusos, d'altres arrasen tot al seu pas, cometent incendis, saquejos, violacions, tortures i massacres de poblacions, sovint sense distinció d'edat, sexe o opinió política, patriotes inclosos. Aquestes atrocitats van costar la vida a desenes de milers de persones i van fer guanyar a les columnes incendiàries el sobrenom de "columnes infernals".
Lluny d'acabar la guerra, aquests abusos van provocar nous aixecaments camperols liderats pels generals Charette, Stofflet, Sapinaud i Marigny. Finalment, Turreau no va aconseguir vèncer els insurgents i l'extrema brutalitat de les seves columnes va ser denunciada pels patriotes locals així com per certs representants en missió. Va acabar perdent la confiança del Comitè de Seguretat Pública. El seu acomiadament el maig de 1794 va posar fi a les columnes però no a la guerra, que va continuar fins al 1795.

## Planificació per a "l'aniquilació de Vendée"

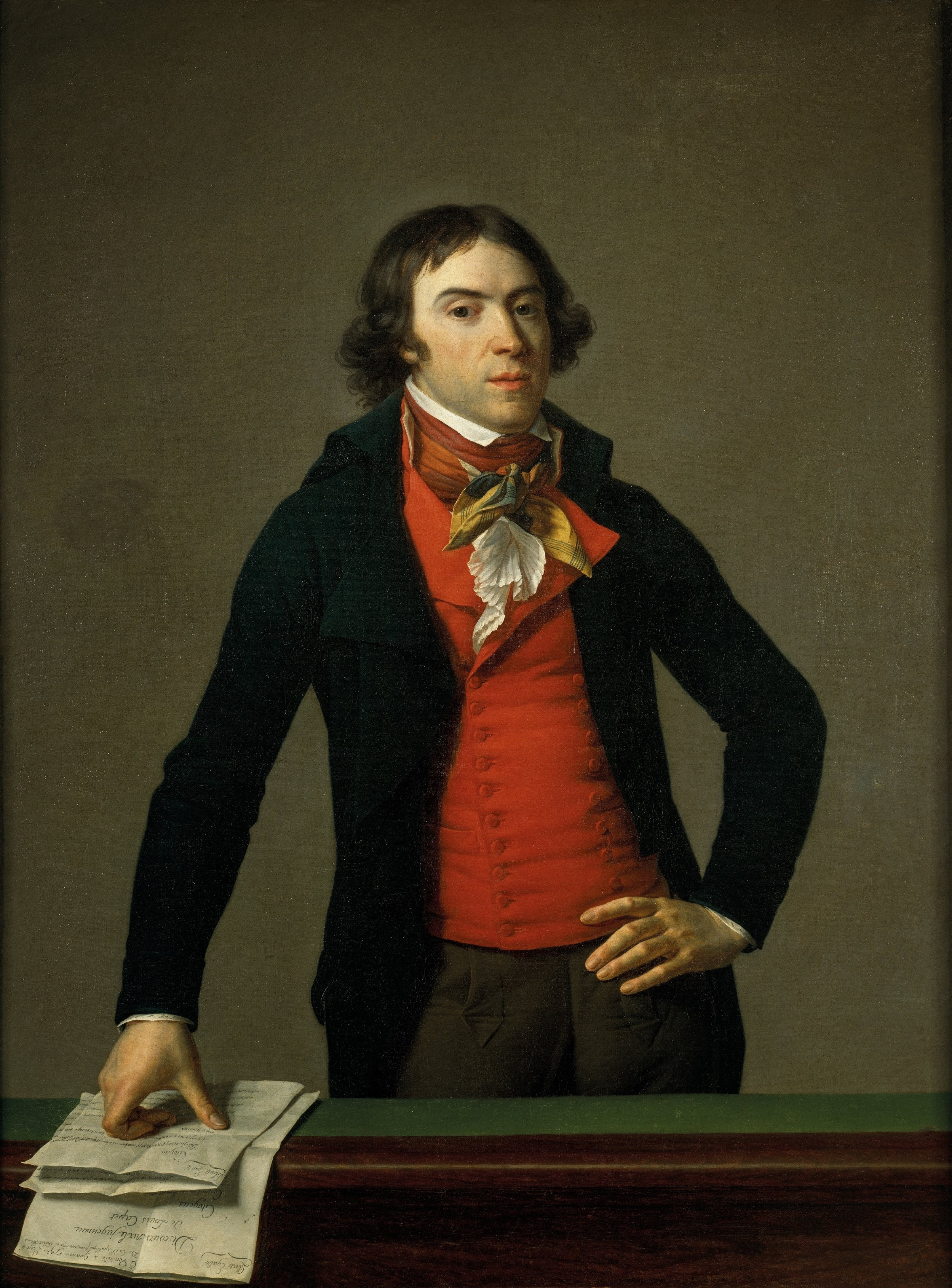
Bertrand Barère de Vieuzac (pintura de Jean-Louis Laneuville, 1794).

La guerra de Vendée va començar el març de 1793. Inicialment, els insurgents de Vendée de l'exèrcit catòlic i reial van aconseguir una sèrie de victòries durant la primavera: les ciutats de Thouars, Fontenay-le-Comte, Saumur i Angers van ser preses. No obstant això, els Vendéans van fracassar a finals de juny davant Nantes mentre les ciutats conquerides eren abandonades progressivament. Aleshores, els republicans van tornar a l'ofensiva. A principis de juliol, un petit exèrcit va aconseguir diversos èxits i va penetrar al cor del territori insurgent, però va ser ràpidament aixafat a Châtillon durant un contraatac. Les altres ofensives republicanes es van contenir i cap dels dos bàndols va aconseguir l'avantatge durant l'estiu.
A París, mentre la República patia les ofensives dels exèrcits de la Primera Coalició, els revolucionaris estaven exasperats per la punyalada a l'esquena que va constituir la insurrecció de Vendée. El 26 de juliol de 1793, a la Convenció Nacional, Barère va exigir la destrucció de Vendée i l'extermini dels insurgents.
L'1 d'agost, la Convenció Nacional va decretar l'aniquilació de Vendée:
| « | "Article 6: S'enviaran a Vendée materials combustibles de tota mena per calar foc a boscos, matolls i ginesta. Article 7: Els boscos seran talats, els amagatalls dels rebels seran destruïts, els cultius seran tallats per les companyies d'obrers, per ser portats a la rereguarda de l'exèrcit, i el bestiar s'apoderarà. Article 8: Dones, nens i ancians seran portats a l'interior; la seva subsistència i seguretat s'assegurarà amb tota la consideració deguda a la seva humanitat." | » |

 La resta d'articles es refereixen a les mesures a prendre sobre l'organització de les tropes.
El 9 d'agost de 1793, la Convenció va decidir enviar l'exèrcit de Magúncia a la Vendée, considerat com un dels millors de la República. Al setembre, els republicans van llançar una gran ofensiva. Es van aplicar els decrets incendiaris de la Convenció i es van cometre diverses massacres. El general Rossignol, general en cap de l'exèrcit de les costes de La Rochelle, presumeix d'haver sembrat el terror però estalviat les dones i els nens. A l'Est, els generals sans-culottes van ser ràpidament repel·lits pels Vendéans, però al Nord l'exèrcit de Magúncia i l'exèrcit de les costes de Brest van aconseguir diversos èxits i semblaven imparables. Després de patir diversos contratemps, els Vendéans van reagrupar les seves forces i van derrotar els Mayençais a la batalla de Torfou el 18 de setembre de 1793. Aleshores els republicans es van retirar a Nantes. A París hi ha estupor i els convencionalistes estan exasperats. La Convenció Nacional va adoptar un segon decret l'1 d'octubre i les tropes es van reorganitzar: es van dissoldre l'exèrcit de Magúncia, l'exèrcit de les costes de La Rochelle i part de l'exèrcit de les costes de Brest per formar l'exèrcit de l'Oest. Els generals nobles són destituïts. Els convencionalistes demanen la victòria abans del 20 d'octubre.
Els republicans van llançar una nova ofensiva i després de diversos èxits, van obtenir una victòria decisiva el 17 d'octubre de 1793, a la batalla de Cholet. Derrotats, els Vendéans, entre 60.000 i 100.000, dones i nens inclosos, van creuar el Loira per obtenir ajuda dels britànics, els emigrants i els chouans. Aquest és el començament de la Gir de Galerna. L'exèrcit occidental va partir llavors a la persecució dels Vendéans, i encara que unes poques tropes van continuar lluitant a Vendée, la major part de la guerra es va centrar al nord del Loira, a Maine i l'Alta Bretanya. En conseqüència, se suspèn l'aplicació del pla d'incendis i extermini. Només l'exèrcit de Marais comandat per Charette i unes quantes tropes menors van continuar lluitant a Vendée contra la divisió del general Haxo.
El 7 de novembre de 1793, a l'Assemblea Nacional, el departament de Vendée va ser rebatejat com a "Vengea" a proposta d'Antoine Merlin de Thionville, que també demanà que el departament es repobli amb refugiats patriotes de França i Alemanya. Fayau, diputat de Vendée, va acceptar i va exigir l'enviament d'un exèrcit incendiari.

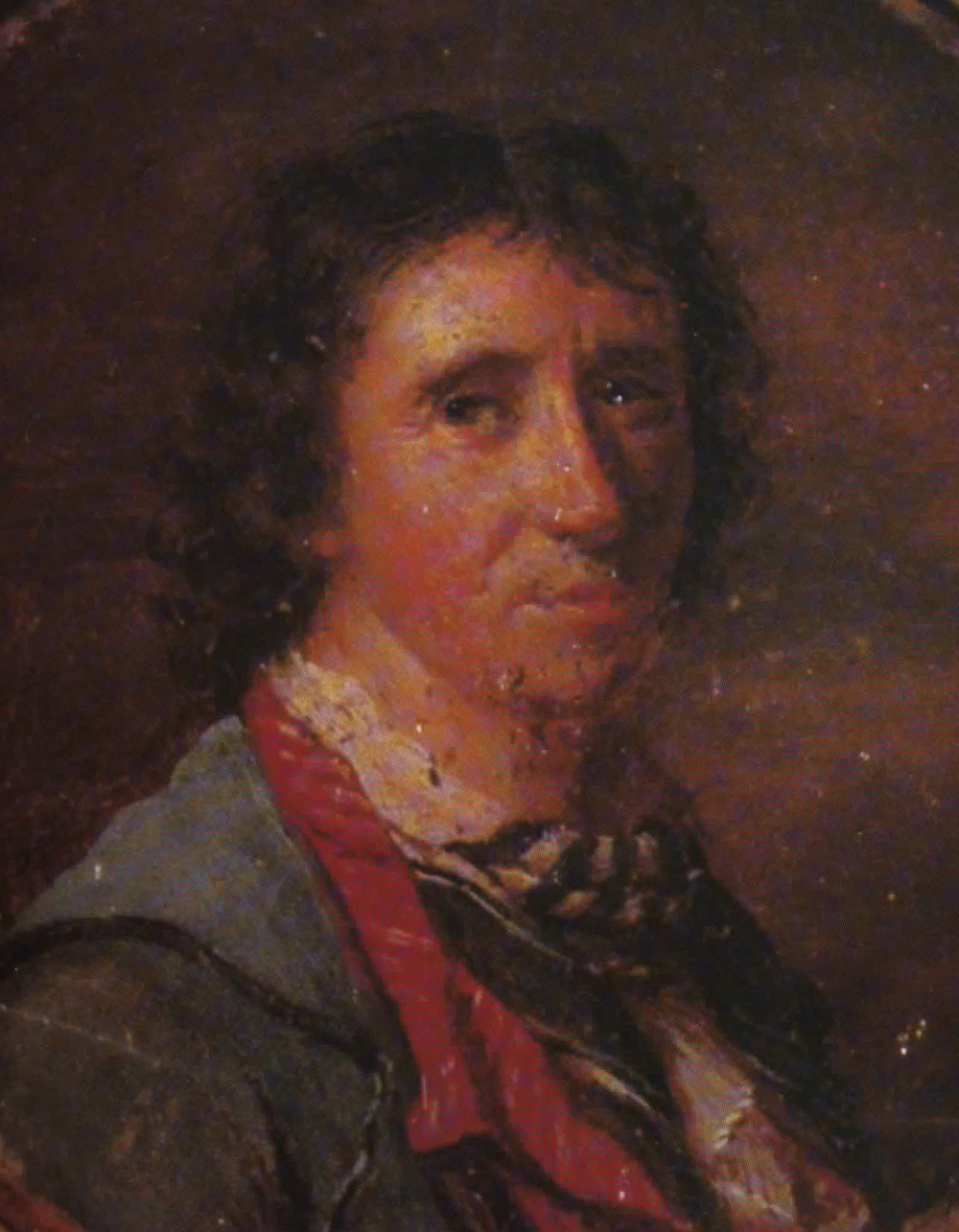
Jean-Baptiste Carrier (miniatura, autor anònim, finals del).

Jean-Baptiste Carrier (miniatura, autor anònim, finals del segle xviii).
L'11 de desembre, el representant Jean-Baptiste Carrier, investit amb plens poders a Loire-Inférieure, va ordenar als generals Haxo i Dutruy que executessin tant dones com homes. El 12 de desembre, Carrier va anunciar a Haxo la seva intenció de fer morir de fam als Vendéans.
Els republicans van fer nombroses propostes per destruir els Vendéans: el general Westermann va proposar abandonar un cotxe de brandi, enverinat amb arsènic, als Vendéans. La idea va ser rebutjada, probablement per por que els soldats republicans la beguessin en secret. El 22 d'agost, el general Santerre va proposar l'ús de les mines al ministre de Guerra.
El farmacèutic Joachim Proust va intentar un experiment que va dissenyar una bola farcida "d'un llevat capaç de fer mortal l'aire de tota una regió", sense èxit.
Finalment, a finals de desembre de 1793, al nord del Loira, els Vendéans i els Chouans van ser aixafats a les batalles de Le Mans i Savenay per les tropes republicanes dels generals Kléber i Marceau. Només 4.000 dels 60.000 a 100.000 participants a la Gir de Galerna van aconseguir tornar a la Vendée. Entre 50.000 i 70.000 van ser assassinats i milers més fets presoners.
Només Charette que no va participar en la Gir de Galerna va continuar lluitant a la Vendée però només li quedaven uns quants centenars d'homes als pantans de Retz. En altres llocs, uns quants grups dispersos de soldats de la Vendée continuen vagant pel camp i la repressió colpeja els departaments insurgents.

## Les columnes de Turreau

### Rebuig del pla de Kléber
El 27 de novembre de 1793, el general Louis Marie Turreau va ser nomenat cap de l'exèrcit occidental, però aquesta promoció el va disgustar i va tardar a agafar el seu càrrec. Finalment, van ser els generals Marceau, Kléber i Westermann els que van triomfar sobre els Vendéans durant la Gir de Galerna.
El 30 de desembre a Nantes, François Séverin Marceau va lliurar el seu comandament com a general en cap de l'exèrcit occidental, del qual només n'era el cap provisional, al general Turreau. Després d'una breu estada a l'exèrcit costaner de Brest, Marceau va abandonar l'Oest per lluitar contra la Primera Coalició a les fronteres.

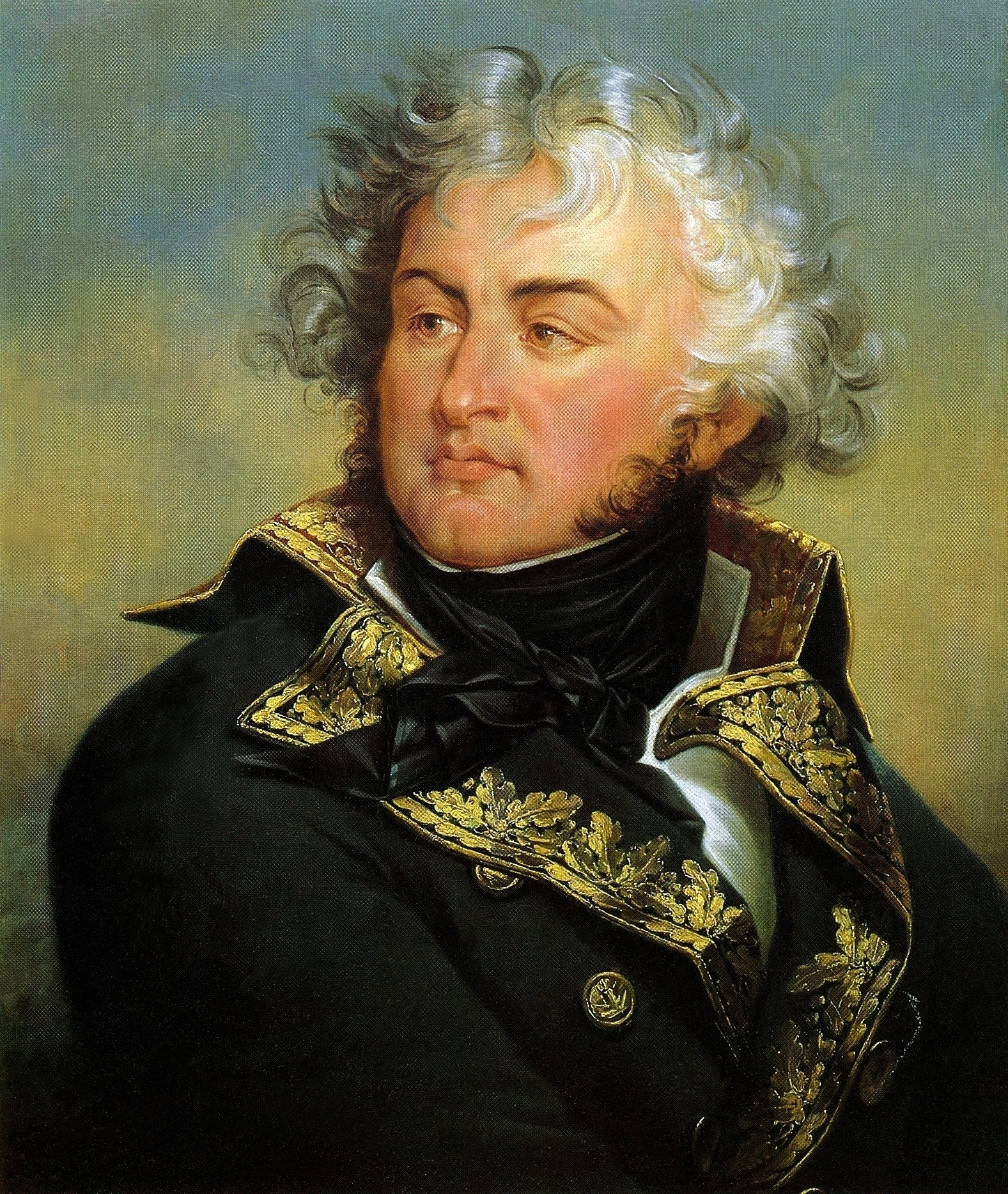
Jean-Baptiste Kléber (pintura d'Adèle de Kercado, vers 1830, Museu de l'Exèrcit, París).

Turreau ha d'acabar, doncs, amb la guerra de Vendée; és proper als hebertistes i els mayençais li són hostils. Té l'opció de triar entre dos mètodes: la pacificació, possiblement muscular, i la repressió violenta. El 19 de desembre, proposa un pla d'amnistia al Comitè de Seguretat Pública per consell del general Jean-François Moulin. No obtenint resposta, prepara un nou pla, en aplicació estricta dels decrets de la Convenció.
El 7 de gener de 1794, Kléber va presentar un pla al general Turreau. Segons ell, les forces de la Vendée ja no són perilloses i estima la seva força en 6.200 homes en total, mentre que els republicans tenen 28.000 soldats operatius. Va proposar protegir les costes dels anglesos, encerclar i travessar el territori insurgent utilitzant campaments fortificats com a punts de suport, guanyar-se la confiança dels habitants i finalment atacar només les concentracions rebels. Però aquest pla fou rebutjat per Turreau, sens dubte per oposició personal. Kléber va obtenir el vistiplau dels representants Carrier i Gilet però aquests es van negar a actuar. Kléber va ser finalment traslladat el 9 de gener a l'exèrcit de les costes de Brest.

### Pla de Turreau
El 16 de gener, Turreau va demanar ordres clares sobre el destí de les dones i els nens; en aquesta qualitat, va escriure als representants Francastel, Bourbotte i Louis Turreau, el seu cosí:
| « | "La meva intenció és cremar-ho tot, reservar només els punts necessaris per establir els acantonaments aptes per a l'aniquilació dels rebels; però aquesta gran mesura l'has de prescriure tu. Només sóc l'agent passiu dels desitjos del cos legislatiu... També heu de decidir prèviament el destí de les dones i nens que em trobaré en aquest país rebel. Si cal posar-los tots a fil de l'espasa, no puc dur a terme una mesura així sense un decret que protegeixi la meva responsabilitat... En vuit dies, la Vendée ha de ser vençuda, tots els rebels pressionats entre mi, Haxo i Dutry, i si hagués adoptat un altre enfocament, hauria perdut el meu objectiu." | » |

 La carta de Turreau queda sense resposta; Malgrat això. Bourbotte i Louis Turreau es van declarar malalts i van demanar la seva retirada, però el general va planejar, amb l'ajuda de dotze columnes que avançaven en paral·lel, viatjar pel país rebel, d'est a oest, per localitzar els insurgents i destruir les seves propietats. Brissac al nord, Saint-Maixent al sud.
El pla de Turreau entra en vigor el 21 de gener. Té a la seva disposició sis divisions a l'est de la Vendée, cadascuna dividida en dues columnes. Un dels problemes de les tropes republicanes durant la guerra de la Vendée, essent la coordinació, va donar a tothom uns llocs de trobada precisos, amb dates a mantenir. Les rutes s'indiquen comuna per comuna. Els líders de columna han de correspondre entre ells i amb el general en cap dues vegades al dia per mantenir una bona coordinació. També cal evitar el combat, excepte en cas de victòria certa, i utilitzar tots els mitjans per fer fora els rebels, cremar tot el que es pugui cremar, requisar tots els subministraments. Tretze municipis estratègics estan, però, exempts: Saint-Florent, Luçon, Montaigu, La Châtaigneraie, Sainte-Hermine, Machecoul, Challans, Chantonnay, Saint-Vincent-Sterlanges, Cholet, Bressuire, Argenton i Fontenay-le-Comte.

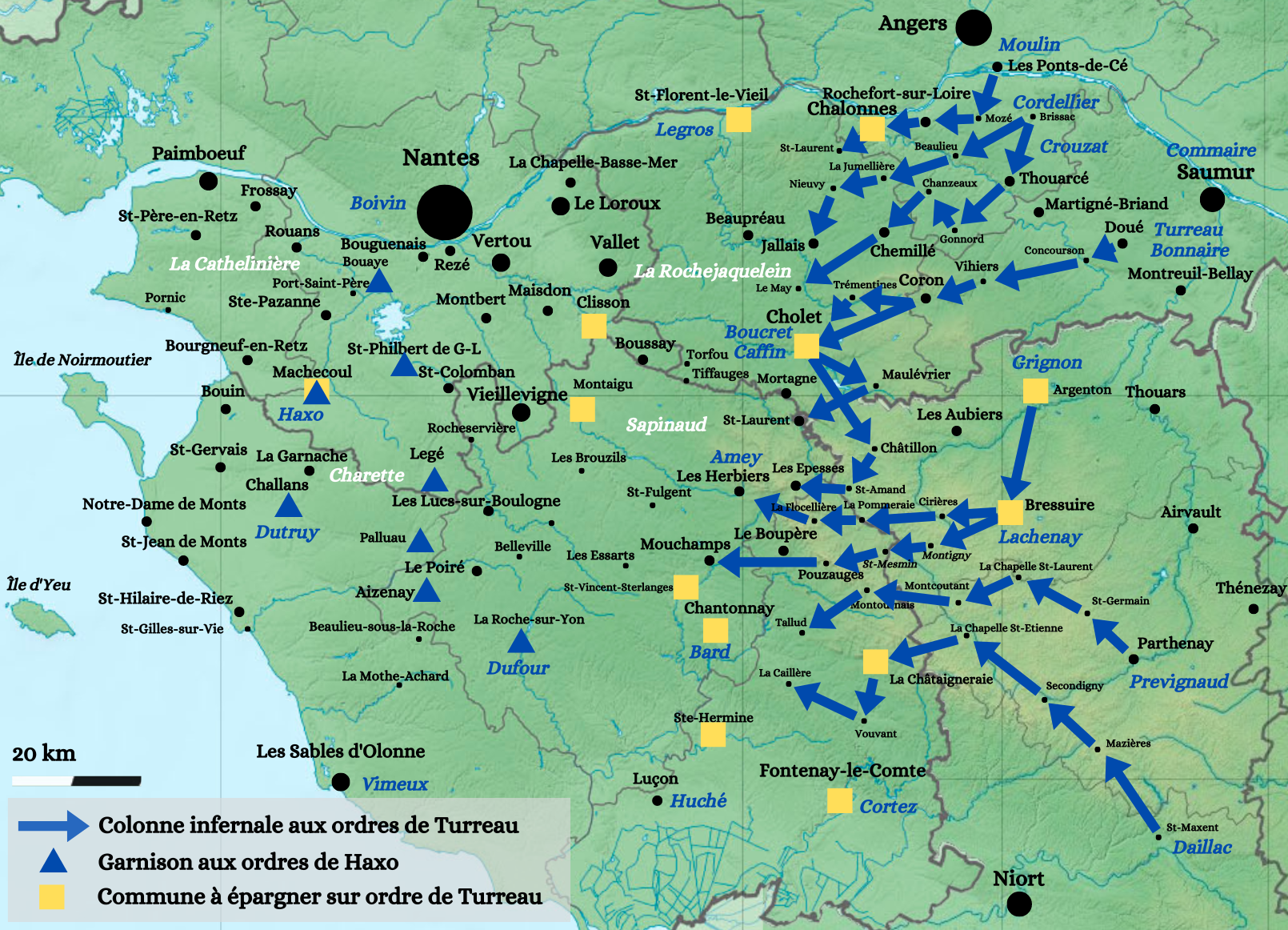
Ruta de les columnes infernals entre el 17 i el 31 de gener de 1794.

- #1a divisió, 500 homes,[35] comandada per Duval, dividida en dues columnes que són comandades per Daillac i Prevignaud. Les dues columnes surten de Saint-Maixent i Parthenay i han d'arribar a La Caillere i Tallud-Sainte-Gemme;
- #2a divisió, 1.500 homes,[36] comandada per Grignon, les seves columnes són comandades per ell i Lachenay: les dues columnes surten de Bressuire i han d'arribar a La Flocellière i Pouzauges;
- #3a divisió, comandada per Boucret, les seves columnes són comandades per ell i Caffin: les dues columnes surten de Cholet i han d'arribar a Épesses i Saint-Laurent-sur-Sèvre;
- #4a divisió, comandada per Turreau, les seves columnes les comanda ell i Bonnaire: les dues columnes surten de Doué i han d'arribar a Cholet;
- #5a divisió, 1.870 a 3.813 homes,[37] comandada per Cordellier, les seves columnes són comandades per ell i Crouzat: les dues columnes surten de Brissac i han d'arribar a Jallais i Le May;
- #La 6a divisió, 650 homes, comandada per Jean-Baptiste Moulin, surt de Ponts-de-Cé cap a Sainte-Christine.[38]

A més, Turreau va donar instruccions al general Haxo, que fins aleshores havia estat perseguint Charette a les costes occidentals de la Vendée, de formar vuit columnes, cadascuna amb uns quants centenars d'homes que travessen la Vendée d'oest a est, anant a trobar-se amb les altres dotze. Aquestes columnes han d'ocupar les principals ciutats per al 26 de gener per tal de fer retrocedir l'exèrcit de Charette vers les columnes de Turreau:
- #1a columna, 800 homes, comandada per Dufour, ocupa Creil.[40]
- #2a columna, 800 homes, a La Roche-sur-Yon.[40]
- #3a columna, 800 homes, de Challans a Aizenay.[40]
- #4a columna, 800 homes, d'Aizenay a Palluau.[40]
- #La 5a columna, de 600 a 700 homes, ocupa Legé.[40]
- #6a columna, 800 homes, de Machecoul a Saint-Étienne-de-Corcoué.[40]
- #7a columna, 800 homes, des de Paimboeuf i Bourgneuf-en-Retz fins a Saint-Philbert-de-Grand-Lieu.[40]
- #La 8a columna, 300 homes, ocupa Bouaye.[40]

Altres tropes guarnien les ciutats que envolten la Vendée militar. El general Vimeux ocupa Les Sables-d'Olonne, Legros dirigeix les tropes a Saint-Florent-le-Vieil, Bard ocupa Chantonnay i els seus voltants amb 2.500 homes, Huché dirigeix el lloc de Luçon, Comaire comanda Saumur, Amey, Les Herbiers i Carpantier, Doué-la-Fontaine.

### Aplicació

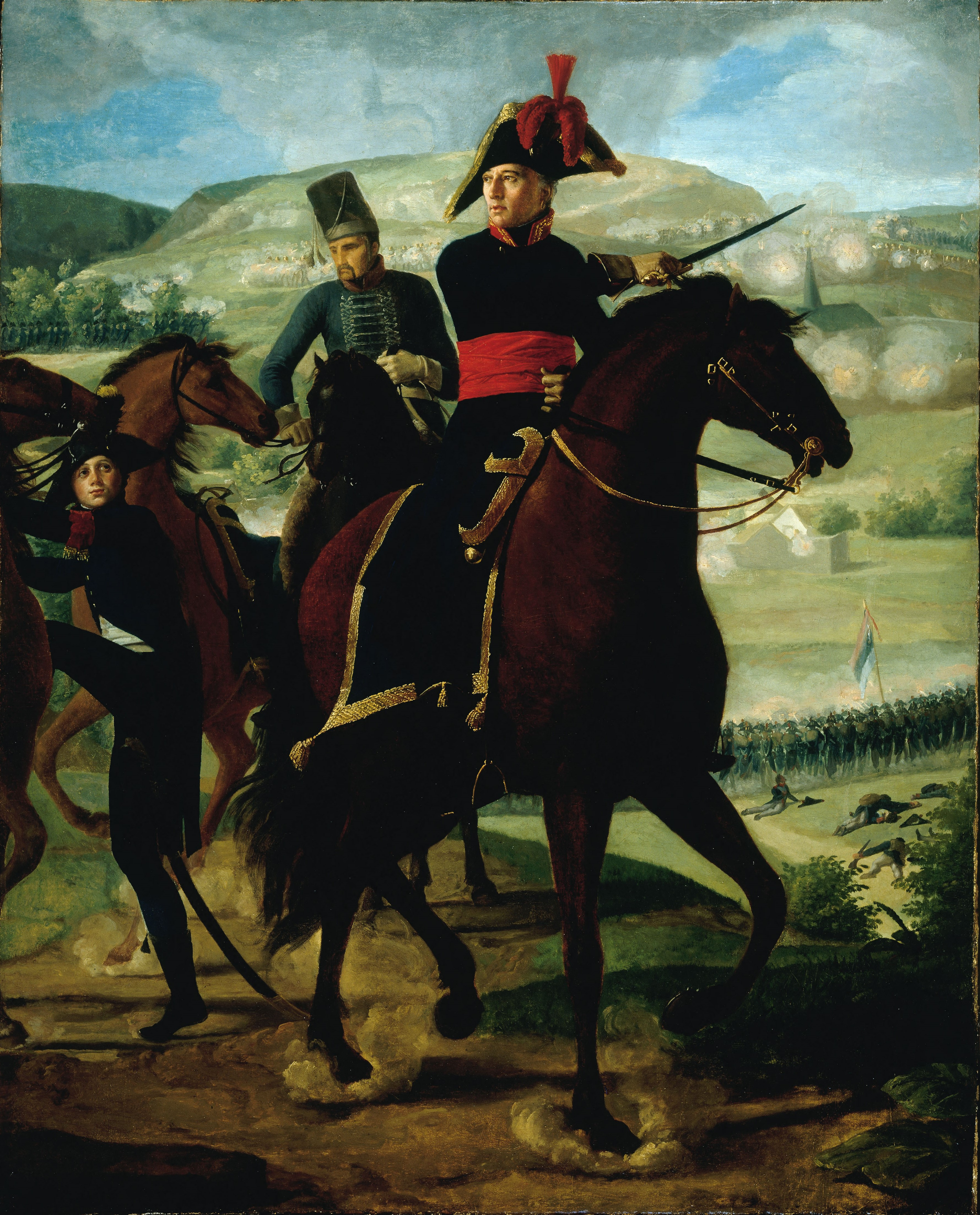
Louis Marie Turreau (pintura de Louis Hersent, 1800, Musée Carnavalet, París).

En les seves memòries Turreau afirma: En quant a les meves instruccions, les vaig extreure de diversos decrets de la Convenció, diversos decrets dels Comitès de Govern i dels representants en missió a Occident» El 19 de gener de 1794 envia als seus generals les següents instruccions:
| « | "Instrucció relativa a l'execució de les ordres donades pel general en cap de l'exèrcit occidental, contra els bandolers de Vendée, (30 Nivôse any II): Es comandarà diàriament i al seu torn un piquet de cinquanta homes, proveït dels seus oficials i suboficials, que estarà destinat a escortar els presoners, i fer-los complir el seu deure. L'oficial al comandament d'aquest piquet prendrà l'ordre del general cada dia abans de la sortida, i serà responsable davant ell de la seva execució; Amb aquesta finalitat actuarà militarment amb aquells presoners que pretenguin no fer allò que ell els ordena, i els posarà a baioneta. Tots els bandolers que es trobin amb les armes a la mà, o convençuts d'haver-los portat a revoltar-se contra la seva pàtria, seran passats a baioneta. Farem el mateix amb les noies, dones i nens que es troben en aquesta situació. No es salvaran les persones que només siguin sospitoses, però no es podrà dur a terme cap execució sense que el general ho hagi ordenat prèviament. Tots els pobles, granges, boscos, ginesta i en general tot allò que es pugui cremar seran lliurats a les flames, després d'haver retirat, però, tots els aliments que hi existeixen dels llocs susceptibles a això; però, repetim, aquestes execucions només poden tenir el seu efecte quan el general ho hagi ordenat. El general designarà aquells objectes que s'hagin de preservar del foc. No es farà cap mal als homes, dones i nens en qui el general reconeix els sentiments cívics, i que no hagin participat en les revoltes dels bandolers de la Vendée; seran lliures d'anar a la rereguarda de l'exèrcit, a buscar asil o a residir en llocs preservats del foc. No obstant això, se'ls endurà qualsevol tipus d'arma, per a ser col·locada en el lloc que serà indicat pel general. | » |

El territori de la Vendée militar comprèn 735 comunes, poblats a l'inici de la guerra per 755.000 habitants.
Inicialment, el seu pla s'havia d'executar a principis de febrer, però petits grups de Vendéens es van infiltrar al camp, entre les columnes. Es formen grups més nombrosos, prou com per no preocupar-se per les xifres dels blaus. Per això va demanar al Comitè de Seguretat Pública que preparés una indemnització per als evacuats, per tal de buidar el país de la seva població i combatre més fàcilment els insurrectes. Ja el 23 de gener, el representant Laignelot va denunciar davant la Convenció les massacres comeses als voltants de Challans per les tropes del general Haxo, però la seva carta no va provocar cap reacció.
De gener a maig de 1794 es va posar en marxa el pla. Les columnes apliquen una política de terra cremada. La majoria de les vegades, massacren, violen, saquegen i destrueixen tot el que troben al seu pas. Aviat van ser sobrenomenades columnes infernals; a les seves memòries, el líder de Vendée Bertrand Poirier de Beauvais escriu que els mateixos republicans els anomenaven així.
Malgrat les instruccions de Turreau, els generals interpretaven lliurement les ordres rebudes i actuaven de maneres molt diverses. Alguns agents no apliquen ordres de destrucció i assassinats sistemàtics i respecten les ordres d'evacuació de les poblacions considerades republicanes. Moulin evacuava així escrupolosament els habitants considerats patriòtics. Haxo, va formar vuit columnes, i va assignar el seu objectiu la captura de Charette, sense obeir les bàrbares ordres de Turreau: Som soldats, no botxins!. Per exemple, va salvar la casa pairal Charette de Fonteclose.
D'altra banda, les tropes comandades per Cordellier, Grignon, Huché i Amey van destacar per la seva violència i atrocitats, fins al punt d'exterminar poblacions senceres, massacrant reialistes i patriotes indistintament. Aquestes tropes es dediquen així a saquejar, massacrar la població civil, violar i torturar, matar dones i nens, sovint amb ganivets per no malgastar la pólvora, cremant pobles sencers, apoderant-se o destruint conreus i bestiar. Les dones embarassades són aixafades sota les premses, els nounats són empalats als extrems de les baionetes. Segons testimonis de soldats o agents republicans, dones i nens eren tallats a trossos o llençats vius als forns de pa encesos. De vegades, membres de la Comissió Civil i Administrativa creada a Nantes per recuperar aliments i bestiar en benefici dels blaus, acompanyen els exèrcits, la qual cosa permet estalviar vides i localitats.
Les poblacions travessades per les tropes de Turreau eren constantment incendiades, però com que la campanya es feia a l'hivern, sovint els edificis s'escapaven dels focs i els soldats tenien moltes dificultats per incendiar els boscos i les ginestes. Les columnes estan especialment actives durant els dos primers mesos. A partir de febrer, les emboscades de la Vendée van frenar enormement les columnes que de vegades quedaven reduïdes a l'immobilisme.

### Intervenció de la Convenció

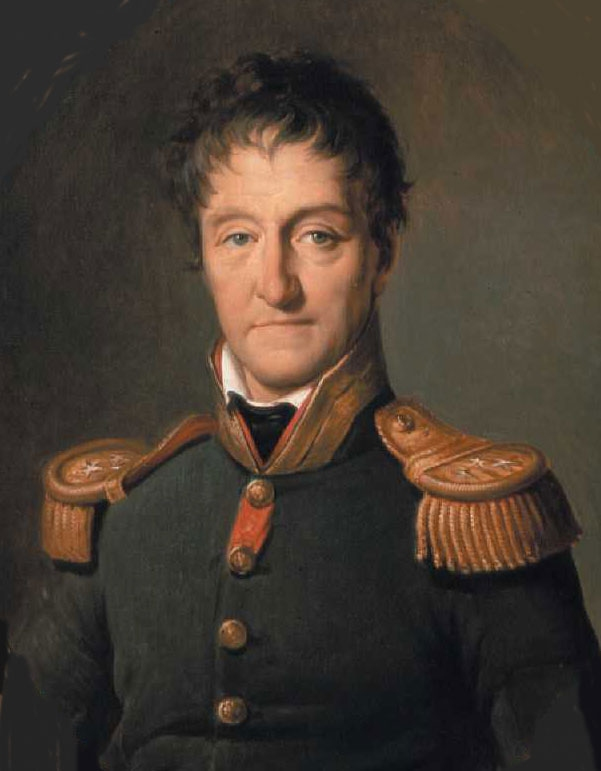
Lazare Carnot.

En tres ocasions, Turreau va demanar a la Convenció Nacional l'aprovació del seu pla. Però els membres dels Comitès i de la Convenció no van ser unànimes, i el general Turreau no va rebre cap resposta abans del 8 de febrer, dia que Lazare Carnot li va escriure que el Comitè havia callat durant molt de temps perquè esperava "grans resultats abans de pronunciar-se sobre un assumpte sobre el qual ja ha estat enganyat tantes vegades", li assegura que als ulls del Comitè les seves mesures «apareixen bones i les seves intencions pures» i que, de fet, la seva missió és exterminar els bandolers, fins a l'últim i desarmar el país insurgent.
La derrota de les columnes de Moulin i Caffin, el 8 de febrer, durant la tercera batalla de Cholet va ressonar fins a París i va provocar la sorpresa de la Convenció. El 10 de febrer, Couthon va exigir l'aplicació del decret de desarmament de la Vendée. Llavors, l'11 de febrer, des de Tours, l'agent especial del Comitè de Seguretat Pública, Marc Antoine Jullien, amic de Robespierre, va revelar els abusos de les tropes de Turreau contra els patriotes de la Vendée, va acusar els generals d'enriquir-se mitjançant el saqueig en comptes de fer front als bandolers.
El 12 de febrer de 1794, Barère va fer un informe a la Convenció Nacional en què desaprovava la realització de les operacions realitzades per Turreau; denuncia una execució bàrbara i exagerada de decrets i critica el general per haver cremat pobles pacífics i patriòtics en comptes de fer el seguiment dels revoltats.

### Els representants en missió
El mateix dia, el Comitè de Seguretat Ciutadana va encarregar als representants Francastel, Hentz i Garrau que s'interroguessin amb Turreau i prenguessin les mesures necessàries perquè la guerra acabés en els quinze dies següents. Es van reunir amb el general a Angers el 19 de febrer; aquest últim els fa una bona impressió. Turreau assegura haver estat enganyat sobre les forces reals dels Vendéans i el seu pla rep el suport dels representants que ells mateixos estan recolzats pel comitè, que jutja els representants més ben situats per valorar les mesures a prendre sobre el terreny.
El 13 de febrer de 1794, Carnot va enviar una nova carta a Turreau, en la qual el convocava a reparar els seus errors, a posar fi a la seva tàctica de dispersió de tropes, a atacar en massa i, finalment, a exterminar els rebels. "Hem de matar els bandolers i no cremar les granges", explica, i afegeix finalment que la guerra s'ha d'acabar el més aviat possible. A més, el Comitè va enviar el general Jean Dembarrère a la Vendée per ajudar Turreau, però la seva arribada no va tenir conseqüències.
No sentint-se recolzat, Turreau va proposar la seva dimissió en dues ocasions, el 31 de gener i el 18 de febrer, però va ser rebutjada malgrat les denúncies dels administradors departamentals. Aleshores va intentar tranquil·litzar la Convenció transformant els petits èxits en grans victòries i denunciant els informes alarmistes dels republicans locals.
En nombroses ocasions, els representants Hentz, Garrau i Francastel van escriure al Comitè de Seguretat Pública que «la guerra de la Vendée només s'acabarà del tot quan ja no hi hagi un sol habitant a la Vendée» El 20 de febrer, van ordenar als refugiats que abandonessin els afores del territori insurgent i es traslladessin a més de vint llegües (80 km) de distància sota pena de detenció. Se'ls proporcionen els fons necessaris per al seu viatge. Els malalts, la gent gran, els nens, la seva família immediata i els seus servents estan exempts de trasllat, així com els artesans especialitzats útils a l'exèrcit. Aquestes mesures van provocar l'hostilitat dels patriotes de la Vendée i diversos d'ells es van negar a obeir. El 25 de febrer Hentz i Francastel explicaven que l'objectiu de Turreau "és deixar només els rebels al país revoltat, que es puguin destruir més fàcilment, i sense confondre amb ells gent innocent i bons ciutadans»
El 9 de març, els representants Francastel i Hentz van escriure al Comitè de Seguretat Ciutadana que estimaven que la Vendée «ja no conté habitants, només uns quinze o vint mil habitants de l'antiga població, que devia ser de 160.000 habitants. Estem segurs que hem evacuat tot allò que no és criminal en aquest país. […] Se'n dedueix […] que quan la guerra de Vendée s'acabi completament, no hi quedaran habitants, ja que tot s'haurà destruït. […] Caldrà declarar tot el país confiscat a la República, llevat de les indemnitzacions als refugiats, i el nombre d'aquests refugiats és molt reduït, en comparació amb la resta de culpables, que han mort i que moriran.".
Però la guerra es va allargar i, a principis de març, Turreau va rebre l'ordre de concentrar les seves forces a les costes. Malgrat les seves protestes, cal abandonar els llocs aïllats. A petició dels representants, les dotze columnes foren reformades en quatre columnes més grans. El 10 de març va moderar les seves ordres de destrucció i va donar l'ordre de deixar de cremar cases i granges fins a nou avís. Els representants es van impacientar i, el mateix dia, Francastel i Hentz van convocar a Turreau per posar fi a la guerra abans de vuit dies.
El mateix dia, abans de la Convenció, Carrier, encara que abans proper a Marceau i Kléber, i havent aprovat el pla d'aquest darrer el gener, es va posicionar a favor de la política de Turreau.
Per la seva banda, al nord del Loira, Jean-Antoine Rossignol, general de l'exèrcit de les costes de Brest, lluitant amb els chouans, va demanar que el decret de la Vendée de l'1 d'agost de 1793 s'apliqués també a les comunes insurgents del nord del riu. Aquesta petició feta el 19 d'abril, i a la qual s'oposa el general Kléber, no té, però, seguiment.

### Llicenciament de Turreau

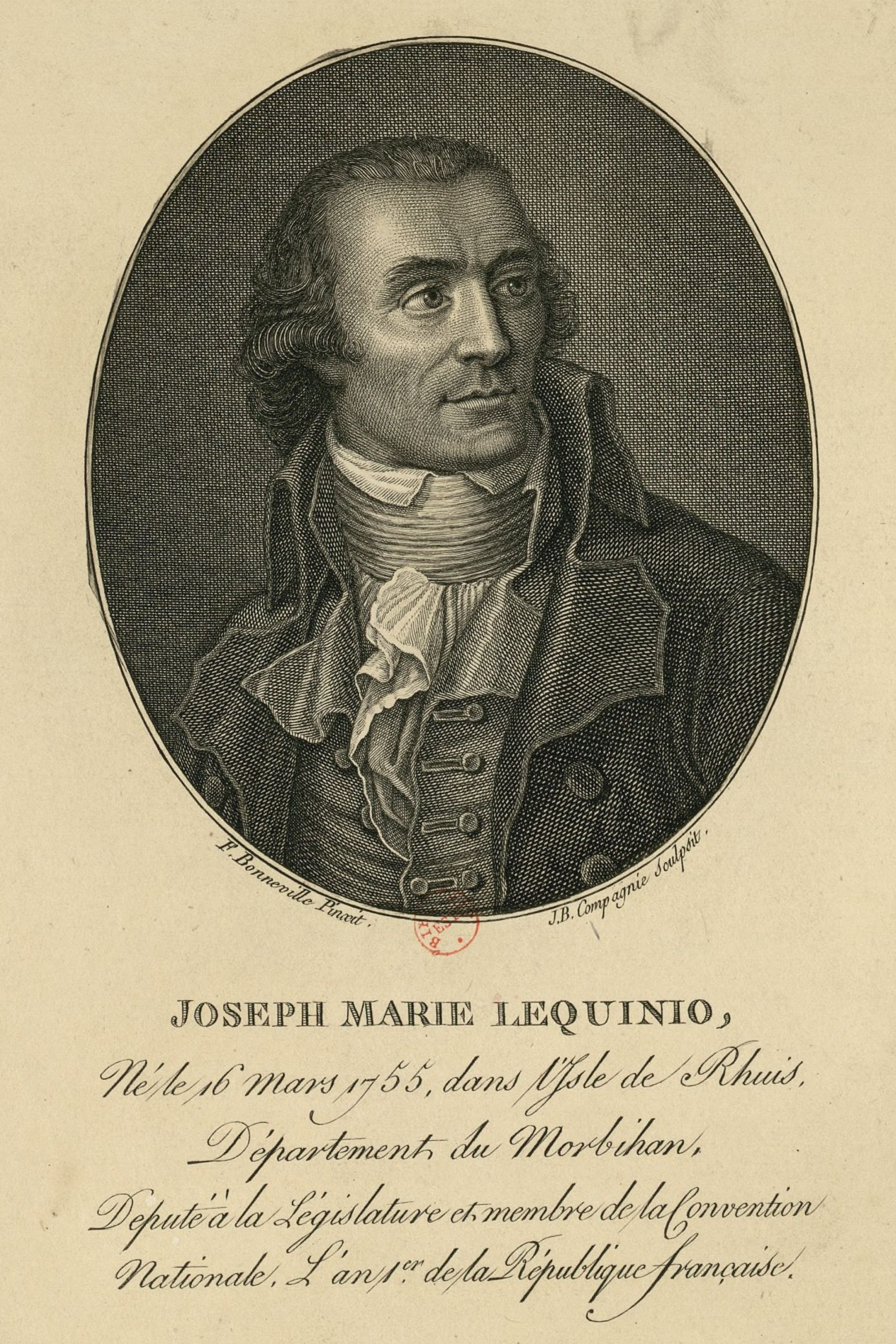
Joseph Lequinio

L'1 d'abril de 1794, Joseph Lequinio va presentar un nou informe davant el Comitè de Seguretat Pública. Considera imprescindible executar els presoners de guerra de la Vendée presos amb les armes a les mans, i fins i tot vol que aquesta mesura s'apliqui també als soldats de la Primera Coalició, però considera que la població de la Vendée encara és massa nombrosa per ser exterminada, i finalment desaprova les massacres de civils i també acusa els militars d'aprofitar la guerra per enriquir-se amb el saqueig en comptes de lluitar contra els rebels.
Poc després, per primera vegada, una delegació de republicans de la Vendée fou rebuda a París. Liderat per Chapelain i Tillier, va exigir la fi dels incendis i la distinció entre el país lleial i el país insurgent. Arribats a l'oest al març, els representants en missió —Mathieu Guezno i Jean-Nicolas Topsent— van demanar la sortida de Turreau. El 6 d'abril, una declaració solemne del Comitè de Seguretat Ciutadana signada per Carnot, Barère, Billaud-Varenne i Collot d'Herbois reclamava una victòria imminent.
Després d'alguns dubtes, el 10 d'abril, en una carta al comitè, Hentz i Francastel van declarar que conservaven la confiança en Turreau. El 12 d'abril part de les tropes de l'Exèrcit d'Occident les van retirar de Turreau per lluitar contra la coalició a les fronteres. Per al Comitè de Seguretat Pública, la guerra de la Vendée va ocupar el segon lloc. Aleshores Turreau va modificar els seus plans, va posar fi a les columnes i va fer construir campaments atrinxerats. Però el mes d'abril no va ser en cap cas decisiu i Turreau va ser finalment suspès el 13 de maig de 1794.
Tanmateix, si el Comitè de Seguretat Pública desaprovava la massacre dels patriotes de la Vendée, va permetre que es produïssin els assassinats dels vells, dones i nens dels rebels. Així mateix, els republicans de la Vendée mai van denunciar la devastació comesa contra els civils reialistes. El 23 de juliol de 1794, Lazare Carnot, en una carta escrita en nom del Comitè de Seguretat Pública adreçada als representants del poble a Niort, es negà a intervenir a favor seu.

## L'exèrcit republicà

### Els soldats
| « | "Tothom, tan bon punt la pàtria estigui en perill, ha d'estar preparat per marxar. S'estableix com a axioma que a França, cada ciutadà ha de ser soldat, i cada soldat un ciutadà." | » |

— Dubois-Crancé
L'any 1791, 10.000 homes es van separar de la guàrdia nacional per formar el nucli del nou exèrcit revolucionari. Aquests joves voluntaris de 1791 eren impulsats aleshores per un autèntic patriotisme i un gran entusiasme revolucionari. El 20 d'abril de 1792 s'iniciaren les guerres de la revolució francesa i, l'11 de juliol, la pàtria fou declarada en perill; es realitzen els primers aixecaments. Però molts dels nous reclutes no tenien l'entusiasme revolucionari dels seus predecessors i s'apuntaren sobretot per rebre la paga. Després d'aquests impostos, els voluntaris van superar en gran manera els "bats blancs" de l'antic exèrcit reial. Tanmateix, l'exèrcit republicà no tenia disciplina, i en el combat els soldats van fugir fàcilment mentre que d'altres, allistats per la requisa, desertaven a la primera oportunitat mentre les autoritats només pretenien compensar la mala qualitat amb la quantitat. Uns quants batallons, però, van destacar pel seu ardor. Tanmateix, l'esperit ha canviat completament des del 1791 i els soldats no ho tenen tot, estan mal equipats, mal alimentats i sovint cometen robatoris i violacions.
Aleshores es va decidir la fusió entre els voluntaris i les tropes de línia de l'antic exèrcit reial. Però a la primavera de 1793 vam observar una radicalització de les ments dins l'exèrcit. La lluita entre girondins i muntanyencs va provocar grans tensions. Els soldats viuen amb por de la traïció i de vegades es neguen a obeir les ordres dels seus oficials. Aquells que s'atreveixen a increpar o castigar un soldat són amenaçats pels seus homes de ser denunciats com a “aristòcrates”. Els Hebertistes van fer una autèntica propaganda i van treballar per difondre l'esperit sans-culotte dins l'exèrcit. A l'Exèrcit del Nord, el Journal de la Montagne i Le Père Duchesne es van distribuir als soldats i van radicalitzar l'esperit de la tropa. El 12 de novembre, 10.000 soldats de l'Exèrcit del Nord foren enviats a la Vendée sota les ordres del general Duquesnoy; aquests soldats que formaven notablement la columna de Cordellier, van resultar ser dels més violents.
A més, a París faltaven blat i pa i aviat els pagesos de la Vendée foren denunciats com a acaparadors. Aleshores va sorgir en la ment dels revolucionaris, entre ells Danton i Robespierre, la idea de crear una guàrdia popular, composta no per levas sinó per autèntics sans-culottes responsables de lluitar contra els enemics des de dins. El març de 1793, el cerveser Santerre aixecà batallons de voluntaris per lluitar contra els Vendéans. Aquests lluitadors, sobrenomenats els "Herois de cinc-centes lliures" per l'alt sou que rebien, van ser enviats a la Vendée. No obstant això, si saquegen feliçment, el seu valor militar és nul i gairebé sistemàticament són colpejats durant el combat. Aquestes tropes foren burlades pels soldats d'elit de l'exèrcit de Magúncia mentre que l'actitud dels mayençais al territori insurgent no era menys violenta que la dels sans-culottes parisencs.

Impulsats pels escrits de Jacques-René Hébert, els fracassos de l'exèrcit van augmentar l'odi dels soldats republicans contra els seus enemics. Però les històries de tortures i actes de venjança contra soldats aïllats també provoquen por. El 2 de febrer de 1794, Dubois-Crancé escrivia que: 
| « | "Com que aquesta guerra és cruel i no es pren cap presoner per cap banda, els nostres soldats tenen por dels bandolers com els nens temen als gossos rabiosos." | » |

### Efectius
El 1794, l'exèrcit responsable d'enfrontar-se als Vendéens era l'Exèrcit d'Occident, el major general Turreau n'era el comandant en cap. Els principals generals o ajudants generals que van servir en una columna infernal eren: Amey, Aubertin, Bard, Blammont, Bonnaire, Boucret, Boussard, Carpantier, Colette, Cordellier, Comaire, Cortez, Crouzat, Delaage, Dufour, Dufraisse, Dusquenoy, Dutruy, Duval, Ferrant, Grammont, Grignon, Guillaume, Huché, Liébaut i Rademacher. L'exèrcit és molt indisciplinat i cada general interpreta lliurement les ordres rebudes.
L'Exèrcit d'Occident està dividit en quatre divisions, la primera està comandada per Cordellier, la segona per Haxo, la tercera per Grignon i l'última per Huché. El cap d'estat major és el general Robert.
El nombre de l'exèrcit fluctua molt segons el treball del tinent coronel de Malleray, establert el 1914:
1. 20 de març de 1794: 103.000 homes;
2. maig 1794: 51.000 homes;
3. Juny de 1794: almenys 25.000 homes, distribuïts en 9 camps atrinxerats;
4. Setembre de 1794: 44.000 homes.

Segons el treball de Pierre Constant, que data de 1992, la mà d'obra es distribueix de la següent manera:
1. Novembre 1793: 70.852 homes;
2. Febrer de 1794: 99.269 homes teòricament, 65.627 de fet;
3. Març 1794: 81.742 homes;
4. Juny 1794: 56.763 homes;
5. Octubre de 1794: 60.570 homes en teoria, 44.232 de fet.

Tanmateix, aquestes xifres són teòriques i només entre el 56 i el 73% dels soldats estan presents de guàrdia. Entre el 20 i el 25% estan registrats als hospitals com a ferits o malalts. Els altres absents corresponen a soldats desmobilitzats i registrats per error, desertors i homes assassinats.
Es desconeix el nombre de soldats republicans morts durant les columnes infernals. Entre 25.000 i 50.000, i més probablement al voltant de 30.000, van ser assassinats durant els tres anys que va durar la guerra de la Vendée, del març de 1793 al març de 1796.

## El Terror a l'Oest

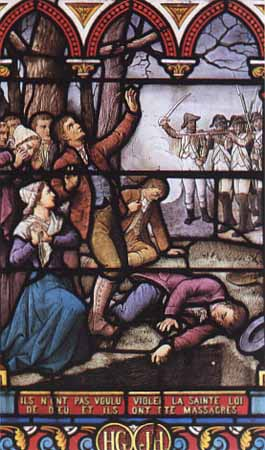
“Afusellades d'Avrillé” (vitrall de l'església d'Avrillé de Jean Clamens, 1894).

Al costat de les columnes infernals, el Terror s'aplicava als reductes republicans on hi havia milers de presoners, vendéans, però també chouans, federalistes, moderats i altres sospitosos. En algunes de les execucions participen de vegades soldats de les columnes infernals. Loire-Inférieure i Maine-et-Loire són els dos departaments francesos on el Terror va causar més víctimes.
A Loire-Inférieure, a Nantes, encapçalat pel representant Jean-Baptiste Carrier, de 8.000 a 11.000 presoners, homes, dones i nens, de 12.000 a 13.000 van morir per tota mena de mitjans. Així, els ofegaments a Nantes, del 16 de desembre de 1793 al 27 de febrer de 1794, van provocar entre 1.800 i 9.000 morts, probablement entre 4.000 i 4.860 morts. Els tiroteigs de Nantes van deixar entre 2.600, i 3.600, víctimes. La guillotina, instal·lada a la Place du Bouffay, va deixar 144 morts, inclosos 24 artesans i treballadors executats el 17 de desembre de 1793, entre ells: 4 nens de 13 a 14 anys. Aleshores, la guillotina va deixar 27 víctimes el 19 de desembre, incloses 7 dones, incloses les germanes La Métayrie, d'entre 17 i 28 anys. A més, una epidèmia de tifus a les presons de Nantes va provocar 3.000 morts. A més, a Paimboeuf, 162 persones van ser empresonades, entre les quals 103 van ser afusellades o guillotinades.
La repressió també és sagnant a Maine-et-Loire, liderada pels representants Nicolas Hentz i Adrien Francastel. A la mateixa Angers, 290 presoners van ser afusellats o guillotinats i 1.020 van morir a la presó per epidèmies. Es va establir una adoberia de pell humana, 32 cadàvers van ser escorxats per fer pantalons de cavalleria. Des de finals de novembre de 1793 fins a mitjans de gener de 1794 es van produir uns 12 afusellaments a Ponts-de-Cé, que van deixar entre 1.500 i 1.600 morts. Altres ofegaments causen entre 12 i diverses desenes de víctimes. Les afusellaments d'Avrillé, en nombre de nou, del 12 de gener de 1794 al 16 d'abril de 1794, van deixar entre 900 i 3.000 morts, les estimacions més probables oscil·len entre 1.200 i 1.994. A Saumur, entre 1.700 i 1.800 persones van ser executades afusellades o la guillotina, de 500 a 600 van morir a la presó o van morir d'esgotament. A Doué-la-Fontaine, del 30 de novembre de 1793 al 22 de gener de 1794, 1.200 persones van ser empresonades, de 350 a 370 executades i 184 van morir a la presó.
A més, 800 dones van ser empresonades a Montreuil-Bellay on 200 d'elles van morir de malaltia, 300 van ser traslladades a Blois o Chartres on la majoria van desaparèixer. Gairebé entre 600 i 700 Vendéens capturats durant la Gir de Galerna van ser evacuats a Bourges on només un centenar d'ells van sobreviure. Milers d'altres presos encara van ser afusellats durant els tiroteigs de Marillais (2000, homes, dones, nens) i Sainte-Gemmes-sur-Loire.
En total, a Maine-et-Loire, entre 11.000 i 15.000 persones, homes, dones i nens, van ser empresonades, de 6.500 a 7.000 van ser afusellades o guillotinades, de 2.000 a 2.200 van morir a les presons.
La Vendée i Deux-Sèvres són menys afectades, però la repressió continua sent severa. A Niort, entre 500 i 1.000 persones van ser empresonades, 107 van ser jutjades, 70 a 80 van ser afusellades o guillotinades, 200 van morir per malalties. A Fontenay-le-Comte, encapçalat pel representant Joseph Lequinio, van ser jutjats 332 presoners, 196 executats per ordre de la comissió militar, una quarantena més per la del tribunal revolucionari. Després de la reconquesta de l'illa de Noirmoutier per part dels republicans, 1.300 persones hi van ser empresonades durant l'any 1794. Diversos presoners van morir a la presó o van ser afusellats, oficialment 128, potser 400 víctimes en realitat. A les presons de Sables-d'Olonne van morir 105 presoners, d'abril de 1793 a abril de 1794, 127 presoners van ser executats contra 132 absolts, dels quals vint per la guillotina, 30 dones també van ser jutjades i una vintena van ser guillotinades el 24 de juny de 1794, de 750 a 800 presoners de la Vendée van ser enviats a La Rochelle, unes desenes van ser executades però 510 van morir per epidèmies.

## Ruta de les columnes infernals
Els recorreguts de les diferents columnes no es coneixen amb precisió; no tots els generals es corresponen amb la mateixa regularitat i les seves accions de vegades romanen desconegudes durant llargs períodes. També tenim alguns testimonis de republicans o supervivents de la Vendée, així com històries relatades per la tradició oral. La majoria d'aquests documents republicans van ser escrits després de la caiguda de Robespierre per tal d'aclaparar els partidaris del Terror.

### Primera i segona columna, general Prévignaud (19-30 de gener): Saint-Maixent-Pouzauges
Les dues columnes de la primera divisió actuen conjuntament. Aquesta tropa va travessar moltes comunes republicanes i va cometre pocs abusos. Malalt, el general Duval confia el comandament a l'ajudant general Prévignaud.
El 19 de gener, la divisió va sortir de Saint-Maixent i va arribar a Secondigny. Tres dies després va ser denunciada a Mazières. El 25 de gener, les columnes van arribar a La Chapelle-Saint-Etienne que no va ser cremada. L'endemà, van passar per La Chataigneraie i es van dirigir a Vouvant que va quedar envoltat per les flames. El 27 de gener, les tropes van acampar a La Caillère. Quinze vendéans hi van ser fets presoners amb les armes a les mans i després afusellats. L'endemà, els republicans van assetjar el castell de Saint-Sulpice-en-Pareds i 18 presoners de la Vendée van ser afusellats. El 30 de gener, les columnes van arribar a Bazoges-en-Pareds on Prévignaud va rebre l'ordre de Turreau d'arribar a Pouzauges per reforçar el general Grignon.

### Tercera columna, Grignon (19 de gener-9 d'abril): Saint-Clémentin-Pouzauges-Doué-la-Fontaine
La tercera columna està comandada pel general de brigada Louis Grignon. A partir del 19 de gener, la columna va saquejar Saint-Clémentin, La Coudre i Sanzay, després el 21 va arribar a Argenton-Château. A les seves memòries Joseph Lequinio informa del testimoni d'Aug. Chauvin, membre del comitè de supervisió de la comuna de Bressuire:
| « | "Primer he de dir que el dia de la seva sortida d'Argenton-le-Peuple, Grignon, havent reunit la seva columna, li va donar aproximadament aquesta arenga: "Camarades meus, estem entrant al país insurgent, us dono l'ordre expressa de lliurar-lo, a les flames tot el que es pugui cremar i a baionetar els habitants que trobis al teu camí. Sé que hi pot haver alguns patriotes en aquest país; no importa, ho hem de sacrificar tot". | » |

El 22 de gener, després d'una incursió a Étusson, que va ser cremada i els habitants de la qual van ser massacrats, Grignon va arrasar Voultegon i va destruir Saint-Aubin-du-Plain. En aquesta darrera parròquia, 79 persones van ser massacrades; segons la tradició, són portats al camp de les Mil Garses on han d'excavar les seves pròpies tombes. Encara segons Lequinio, Grignon va fer matar el municipi i els patriotes perquè un frontal d'altar en blanc i negre, descobert al campanar de l'església, va ser confós amb una bandera de l'exèrcit de Vendée. El 24 de gener, la columna era a Bressuire. Chauvin informa més:
| « | "El dia de la seva sortida, va repetir, al capdavant de la seva columna, l'arenga que havia donat a Argenton-le-Peuple; va ser realment un exèrcit d'exterminadors que va abandonar Bressuire; les parròquies entre Bressuire i La Flocellière, en una longitud de més de dues llegües i mitja, foren totalment sacrificades. La massacre va ser general, i ningú no es podia distingir; i va ser especialment durant aquesta marxa que Grignon va cremar una quantitat immensa de menjar." | » |

Aleshores Grignon va escriure a Turreau: "Matem més de cent per dia. Se separa del seu segon, l'ajudant general Lachenay i es dirigeix cap a Cerizay. El 26 de gener va salvar el poble de Cerizay, que tenia guàrdia nacional, però les granges i pobles de la comuna van ser incendiats. Grignon presumeix d'haver-hi executat 300 rebels. La Pommeraie-sur-Sèvre també va ser devastada i la seva guàrdia nacional va ser desarmada. L'endemà, la columna va arribar a Châteaumur, on Grignon va fer executar 10 persones.
El 28 de gener va tenir lloc una matança d'homes, dones i nens a La Flocellière. L'endemà, la columna va anar a Boupère, Grignon va dubtar a ordenar la matança dels habitants, però es va conformar amb el desarmament dels 150 guàrdies nacionals de la comuna i va fer executar 19 presoners. El 30 de gener, al petit poble de Pouzauges, 30 presoners van ser violats pels oficials de la columna abans de ser afusellats prop de la torre del castell. El poble va ser incendiat i més de 50 persones encara van ser afusellades al castell de Pouzauges.

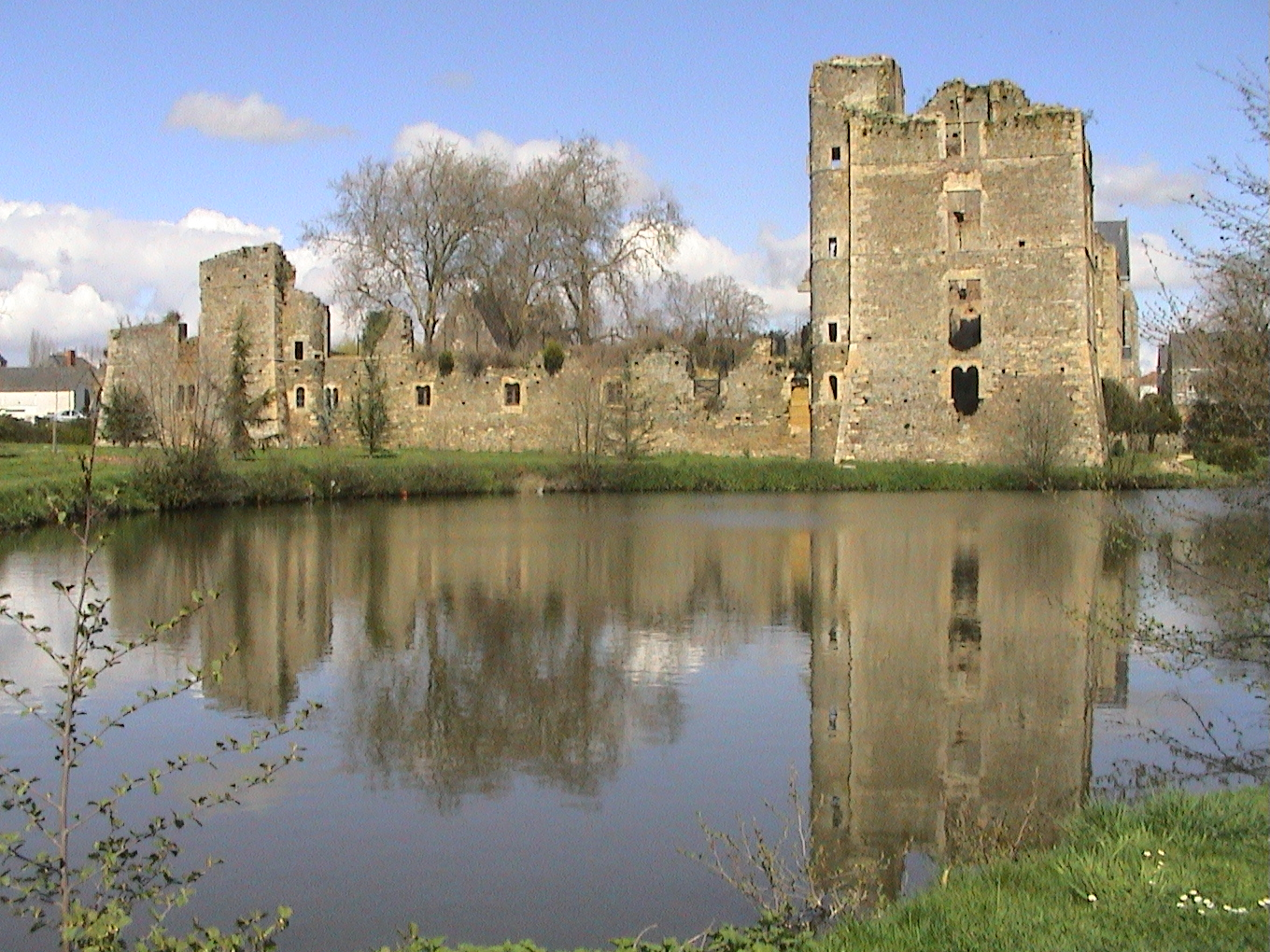
Castell de Gonnord

Finalment, el 31 de gener, Grignon es va unir al general Amey a Les Herbiers. Al castell de Boistissandeau, una dona de 84 anys i les seves dues filles van ser passades pel sabre per cinc hússars. Lequinio informa que tots els pobles entre La Flocellière i Les Herbiers van ser cremats, inclòs el farratge i els grans que s'havien de confiscar. Mariteau, alcalde de Fontenay-le-Comte escriu a la seva acta:
| « | "El general Grignon arriba amb la seva columna a Les Herbiers. Vam anar a buscar-lo per conversar amb ell; li vam assenyalar que la llei prohibeix expressament la crema de gra i farratge. Li vam instar que els estalviés per a operacions posteriors. Ens va dir que les ordres eren tals, però que no es van complir. Va afegir, pel que fa als Herbier, que estàvem contents que el seu col·lega Amey hi fos, que sense això tots els habitants sense distinció de patriotes ni d'altra manera haurien estat afusellats perquè les ordres del general en cap eren massacrar, afusellar i cremar, tot allò que es trobava al seu pas, que tenia municipis sencers afusellats, amb els seus mocadors. Hem d'observar que la comuna d'Herbiers havia estat totalment depurada de tots els aristòcrates i als horrors que hem descrit cal afegir que es van endur les carteres de tots els individus, tots els voluntaris anaven a les granges a portar cavalls, ovelles, aus de corral. de totes les espècies". | » |

El 9 d'abril, Grignon va dispersar petites bandes de rebels i va cremar Saint-Lambert-du-Lattay i Gonnord, després es va retirar a Doué-la-Fontaine, va escriure a Turreau que havia "matat un nombre d'homes i de dones". El 12 d'abril, l'ajudant general Dusirat es va queixar de Grignon a Turreau, escrivint que «Grignon va tenir la impudència de proclamar, a la seva arribada, la derrota de sis-cents bandolers que, segons ell, m'havien batut el dia abans, mentre que ell estava a més de dues llegües de mi i està demostrat que només va matar unes poques dones en pocs pobles, i que no va lluitar.»

### Quarta columna, Lachenay (25 de gener-31 de gener): Pouzauges, Le Boupère

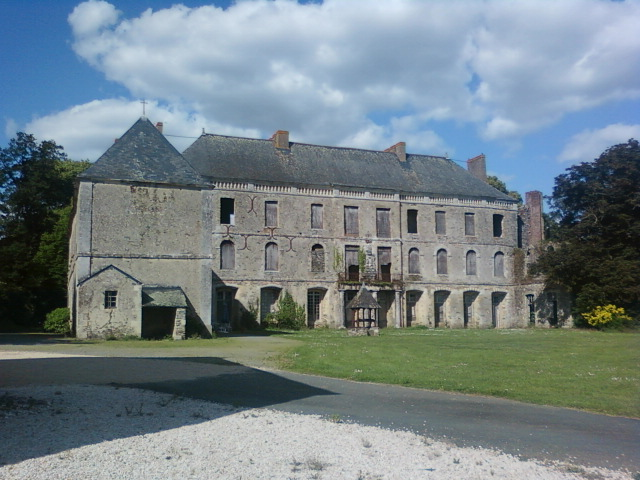
Ruïnes del castell del Parc-Soubise davant del qual es van afusellar 200 persones el 31 de gener de 1794.

Durant els primers dies de la campanya, l'adjudant-general Lachenay, el segon de Grignon, marxa amb el conjunt de la divisió. El 25 de gener, la divisió es parteix en dues columnes; la de Lachenay marxa contra Montigny. El 26 de gener, Lachenay destrueix Saint-André-sur-Sèvre i en massacra els habitants, inclosos els membres de la Guàrdia Nacional. Després acampa a Saint-Mesmin; els esdeveniments en aquesta comuna es coneixen gràcies al testimoni del metge patriota Barrion. La guàrdia nacional, malgrat alguns intents de resistència, és desarmada. Es cometen pillatges, un home és assassinat i la seva dona violada, després es degollen dos guàrdies nacionals. Malgrat tot, la situació es manté en general en calme fins a les sis del vespre, quan els soldats i els oficials de la columna es lliuren a una onada de violacions. Durant la nit, els patriotes de Saint-Mesmin s'assabenten que Lachenay té la intenció de massacrar tots els habitants de la comuna a les cinc de la matinada. No obstant, gràcies a la complicitat d'alguns soldats de la columna, la majoria dels habitants aconsegueixen fugir, i només una parella de persones grans i el seu criat són passats pel sabre. El 27 de gener, maten una vella dama de la família de Vasselot que ocupava el castell, la columna cala foc al castell, després l'apaga per una contraordre i llavors marxa de la comuna per anar a Pouzauges.
La columna incendia Pouzauges el 28 de gener. Al cap de dos dies, un destacament de la columna, comandat per l'adjudant-general Grammont, apareix a La Meilleraie-Tillay. Els habitants, entre els quals es troben molts patriotes, són portats a l'església on són escorcollats i els prenen els objectes de valor, i després condueixen els homes d'un en un cap al cementiri on els afusellen; en maten 24 o 25, entre els quals el capellà constitucional.
El 31 de gener, la columna arriba a Le Boupère, on Grignon ha desarmat la guàrdia nacional. Els administradors de la comuna aconsegueixen convèncer Lachenay de respectar la vida de la població. La columna va seguidament a Mouchamps on uns quants habitants són afusellats al castell del Parc-Soubise. El comte de Chabot cita el testimoni d'un supervivent, Jean-Baptiste Mérit,que llavors tenia vuit anys.

### Cinquena columna, Boucret (21 de gener-5 d'abril): Cholet-Vihiers

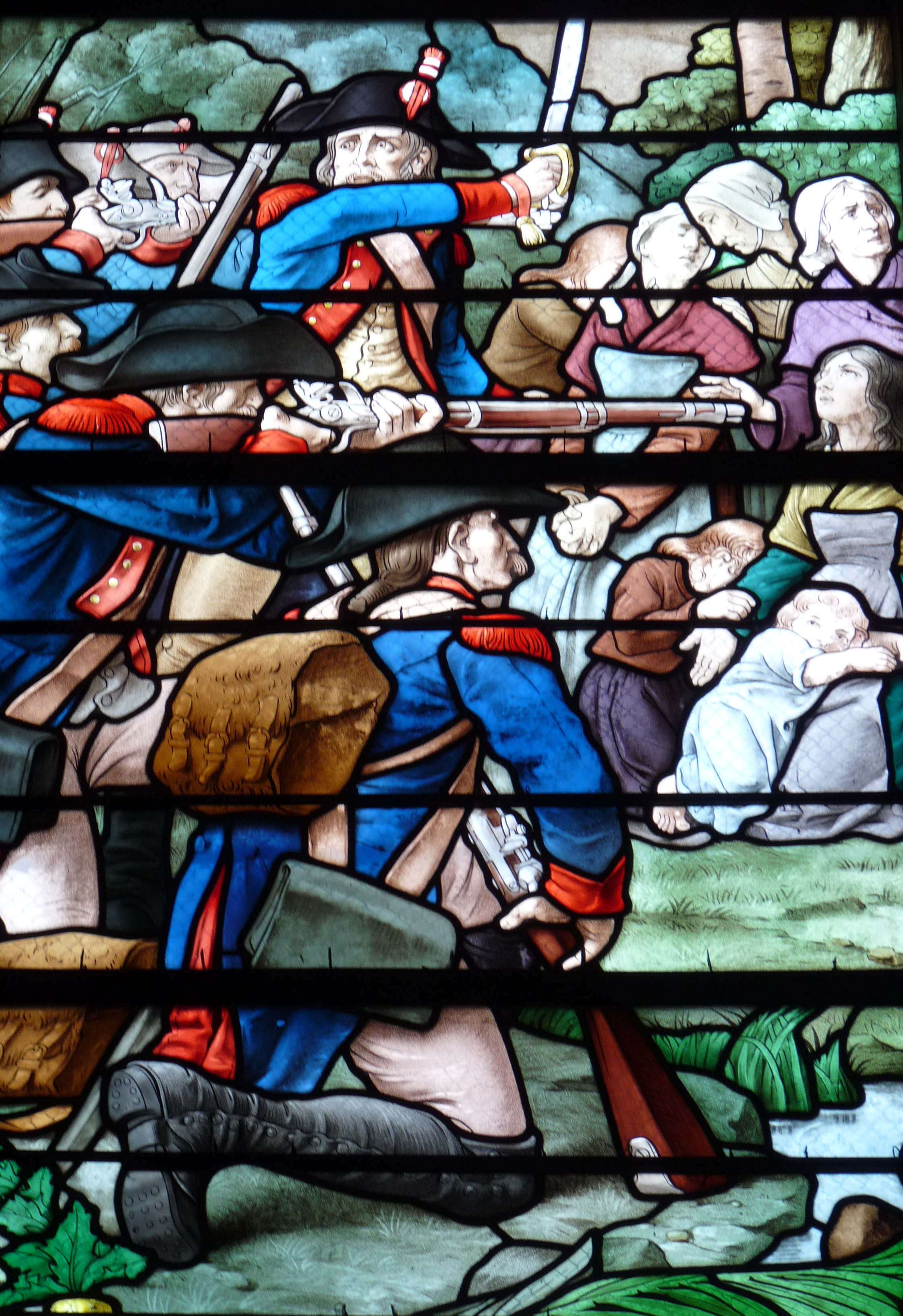
Massacre del Moulin-de-la-Reine, el 5 d'abril de 1794, 22 dones i nens són afusellats (vitrall de l'església de Montilliers, per Jean Clamens, 1901).

El 21 de gener, la columna, comandada pel general de brigada Jean-Pierre Boucret, surt de Cholet i arriba a La Tessoualle. L'endemà comet massacres contra la població de La Tessoualle i de Moulins, després, el dia 23 de gener, després d'haver passat per Le Temple, arriba à Châtillon-sur-Sèvre (avui Mauléon), que és incendiat. De Chatillon-sur-Sèvre, Boucret envia a Turreau 32 peces d'orfebreria procedents del saqueig de la ciutat. La columna passa seguidament per La Petite-Boissière i arriba a Saint-Amand-sur-Sèvre el 25 de gener. L'endemà, és a Les Épesses. Al cap de dos dies, la columna escorcolla els voltants del bosc de Vezins i en foragita alguns Vendeans; en maten alguns, i afusellen un capellà refractari (dels que no havien acceptat la nova Constitució) a prop de Saint-Mars-la-Réorthe. El 31 de gener, la columna és a Chambretaud.
L'endemà, la columna perpetra una massacre a la carretera de Saint-Malô-du-Bois, i després arriba a La Verrie, on s'atura dos dies abans d'arribar a La Gaubretière, el 3 de febrer. D'allà, Boucret escriu a Turreau : 
| « | T'aviso que demà aniré amb la meva columna a cremar aquesta ciutat, a matar tot el que hi trobi sense consideració, com el cau de tots els malfactors. Encara no havien ocupat mai cap país on es pogués trobar tanta mala gent, igualment homes com dones; per tant, tot passarà pel ferro i pel foc. | » |

El 4 de febrer, la columna arriba a La Gaubretière; al voltant de 60 homes i 20 dones s'atrinxeren a dins de l'església per permetre la fugida dels vells, de les dones i dels nens. Aquests s'escapen dels republicans però l'església és assaltada. 32 defensors moren en el combat i 53 són fets presoners i afusellats.
La columna arriba seguidament a Chantonnay el 9 de febrer, on el general Bard en pren el comandament. Marxa cap a Doué-la-Fontaine per tal de prendre la direcció de les tropes de l'adjudant-general Carpentier. El 18 de febrer, la columna és al seu lloc, Boucret es posa malalt i Carpentier el substitueix.
El 5 d'abril, la columna torna a aparèixer provocant destruccions a Vihiers, Gonnord, Joué-Étiau, Montilliers, Cernusson, Tigné, Faveraye-Mâchelles i Aubigné-sur-Layon. Maten quinze dones i nens als boscos de la Frappinière. Vint-i-dues dones i nens són capturats al bosc dels Marchais per un destacament del camp anomenat «del Molí», a prop de Montilliers; vint d'ells són afusellats al Moulin de la Reine i només se'n salven dos nens.

### Sisena columna, Caffin (21 de gener-8 de febrer): Cholet-Maulévrier, i batalla de Cholet

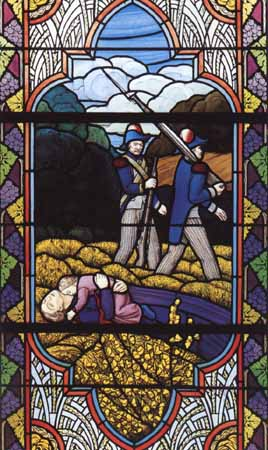
Assassinat d'una dona vendeana i la seva filla per soldats de la columna Bonnaire (vitrall de l'església de La Salle-de-Vihiers, per R. Desjardins, 1931).

El 21 de gener, la columna comandada pel general de brigada Jean Alexandre Caffin surt de Cholet i arriba a Maulévrier. El 23, els republicans saquegen els pobles del voltant de Maulévrier i Yzernay, i afusellen 14 dones i noies. L'endemà, la columna queda bloquejada a Maulévrier, en no tenir carros per portal els queviures. El 25 de gener, la columna arriba a Saint-Pierre-des-Échaubrognes; s'hi descobreixen 6 cadàvers de voluntaris republicans, destrueixen completament el poble i Caffin mana afusellar 14 dones. L'endemà, un destacament de 150 homes destrueix els conreus entre La Tessoualle i Saint-Laurent-sur-Sèvre.
El 28 de gener, la columna torna a Maulévrier, patoulla per les landes de Genty i el bosc de Vezins i incendia el poble de Toutlemonde; el 30, crema Yzernay, abandonat pels seus habitants. L'endemà, la columna incendia completament Maulévrier on només queda l'església. El primer de febrer, els Blaus escorcollen i cremen Saint-Laurent-sur-Sèvre, i 32 dones són capturades dins del convent i portades cap a Cholet mentre que una vintena d'homes són afusellats. La columna es dirigeix seguidament cap a La Verrie, escorcolla el municipi i després, per ordre de Turreau, es replega a Cholet el 4 de febrer.
El 8 de febrer, la columna pren part a la batalla de Cholet. Les Vendeans aconsegueixen prendre la ciutat i Caffin queda ferit. Després, tropes de reforç (manades pel general Cordellier) restableixen la situació dels republicans.

### Setena columna, Turreau (21 de gener-abril): Doué-la-Fontaine-Montaigu (persecució de Charette)
La setena columna es converteix en la guàrdia personal del general en cap Louis Marie Turreau i l'acompanya en els seus desplaçaments. Pel fet de no haver d'informar cap superior en les operacions militars, les accions de Turreau són poc conegudes. Les cartes que va enviar a la Convenció, però, permeten de saber quins pobles ocupa en dates determinades. El 21 de gener, la columna surt de Doué-la-Fontaine, el 24 Turreau ocupa Cholet, s'hi queda fins al 31 de gener. El primmer de febrer, la columna és a Montaigu. El 9 de febrer, Turreau arriba a Nantes, el 13, escriu des de Saumur abans de tornar a Nantes.
El 26 de febrer, Turreau, reforçat per les columnes de Cordellier i de Duquesnoy, llança una ofensiva contre Charette. Però l'encerclement fracassa: els Vendeans, reagrupats a Geneston (Loire-Inférieure), aconsegueixen de fugir. El 6 de març, Turreau és a Cholet; acaba la destrucció de la ciutat i en fa evacuar la població.
El 18 de març, Turreau es deixa veure a Nantes, i després a Sables d'Olonne al cap de quatre dies. El 29 de març, torna a ser a Nantes, després d'haver provat durant uns quants dies d'arribar a Charette, en va. L'abril, Turreau ocupa Montaigu. Més endavant, es torna a veure el mes de maig a Doué-la-Fontaine, Saumur i Nantes.

### Vuitena columna, Bonnaire (21 de gener-25 de febrer): Doué-la-Fontaine-Cholet-La Roche-sur-Yon-Saint-Philbert-de-Bouaine

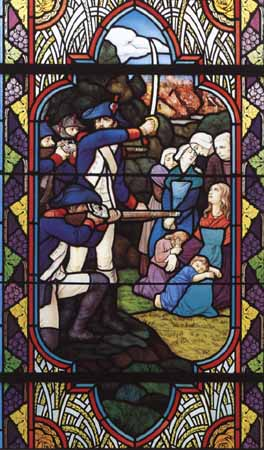
Massacre d'une trentena de persones del poble a Carrefour-des-chats pels soldats de la columna Bonnaire (vitrall de l'església de La Salle-de-Vihiers, per R. Desjardins, 1931).

La columna, comandada pel general de brigada Louis Bonnaire, surt de Doué-la-Fontaine el 21 de gener i crema el poble proper de Concourson-sur-Layon. Seguidament es divideix en dues semi-columnes. La primera passa per Bitaud i Vaillé a Aigonnay per arribar a Cerqueux-sous-Passavant, que és incendiat i els seus habitants massacrats. La segona passa per Cernusson, on l'alcalde i uns 40 habitants són afusellats, per arribar a Montilliers on també passen per les armes al voltant de 30 dones i nens. L'endemà, la primera semi-columna passa per Saint-Hilaire-du-Bois, Coron, Le Coudray-Macouard, Vezins i Les Poteries d'Aigonnay on intenta calar foc al bosc de Vezins. La segona passa per Le Voide, La Salle-de-Vihiers, Cossé-d'Anjou, La Tourlandry i Nuaillé. Les dues columnes es reuneixen a Cholet.
El 5 de febrer, el general de divisió Florent Joseph Duquesnoy reprèn el comandament de la seva divisió després d'un període de convalescència. Surt de Essarts i arriba a La Roche-sur-Yon, on s'hi queda tres dies. El 6 o 7 de febrer es perpetren massacres quan passen per Venansault; aquestes matances es coneixen gràcies als testimonis de soldats republicans consignats en un dossier d'acusació. Segons el gendarme Charrier, cent dones i nens són morts i tallats a trossos.
El 8 de febrer, la columna marxa de La Roche, travessa Aizenay i arriba a Palluau. L'endemà, acampa a prop de Legé. La ciutat, que havia estat presa dos dias abans per Charette contra els 800 homes de Dusirat, fou evacuada pels Vendeans quan es van acostar els Republicans. El 10 de febrer, Duquesnoy, amb 4.000 homes, s'enfronta contra 3.000 Vendeans comandats per Charette i Sapinaud marxant contra Machecoul, lluita a la batalla de Saint-Colombin i esclafa les forces insurgents. Després, l'11 de febrer la columna va a Clisson. Per una raó desconeguda, Turreau i Dusquenoy s'odien. Aquest últim escriu una carta al seu superior en la qual li discuteix el seu pla..
Turreau convoca llavors Duquesnoy a Doué-la-Fontaine; la columna hi arriba el 15 de febrer. Però aquesta trobada no té massa importància i Duquesnoy torna a marxar cap a la Vendée, i, el 20 de febrer, és a Cholet, després, el 22, arriba a Saint-Fulgent. Al cap de tres dies, la columna va a Saint-Philbert-de-Bouaine on s'ajunta amb les tropes del general Cordellier.

### Novena columna, Cordellier (22 de gener-març):Brissac-Quincé-Les Lucs-Saint-Julien-de-Concelles

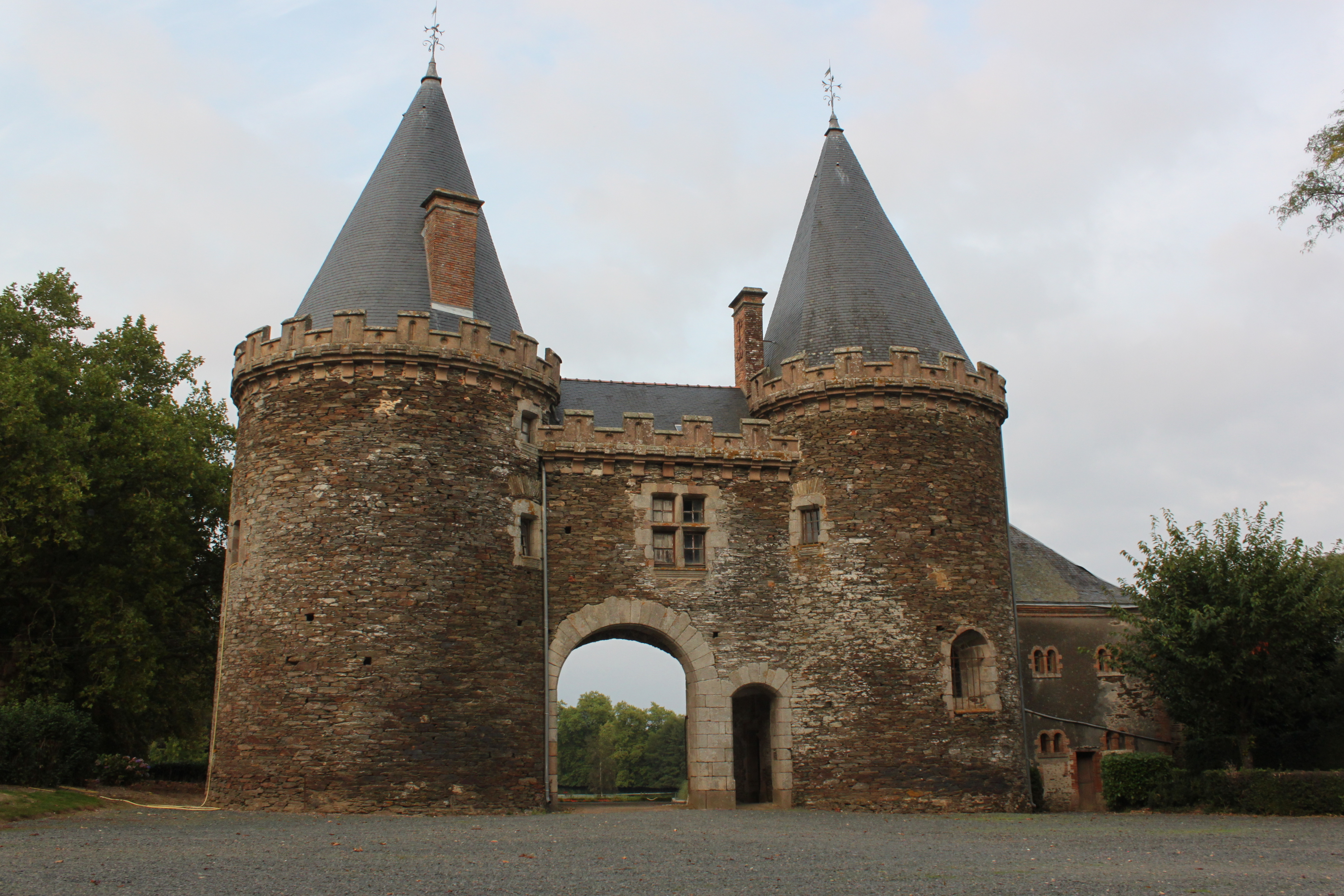
El castell del Plessis, on els habitants de Gesté van ser portats i massacrats el 5 de febrer.

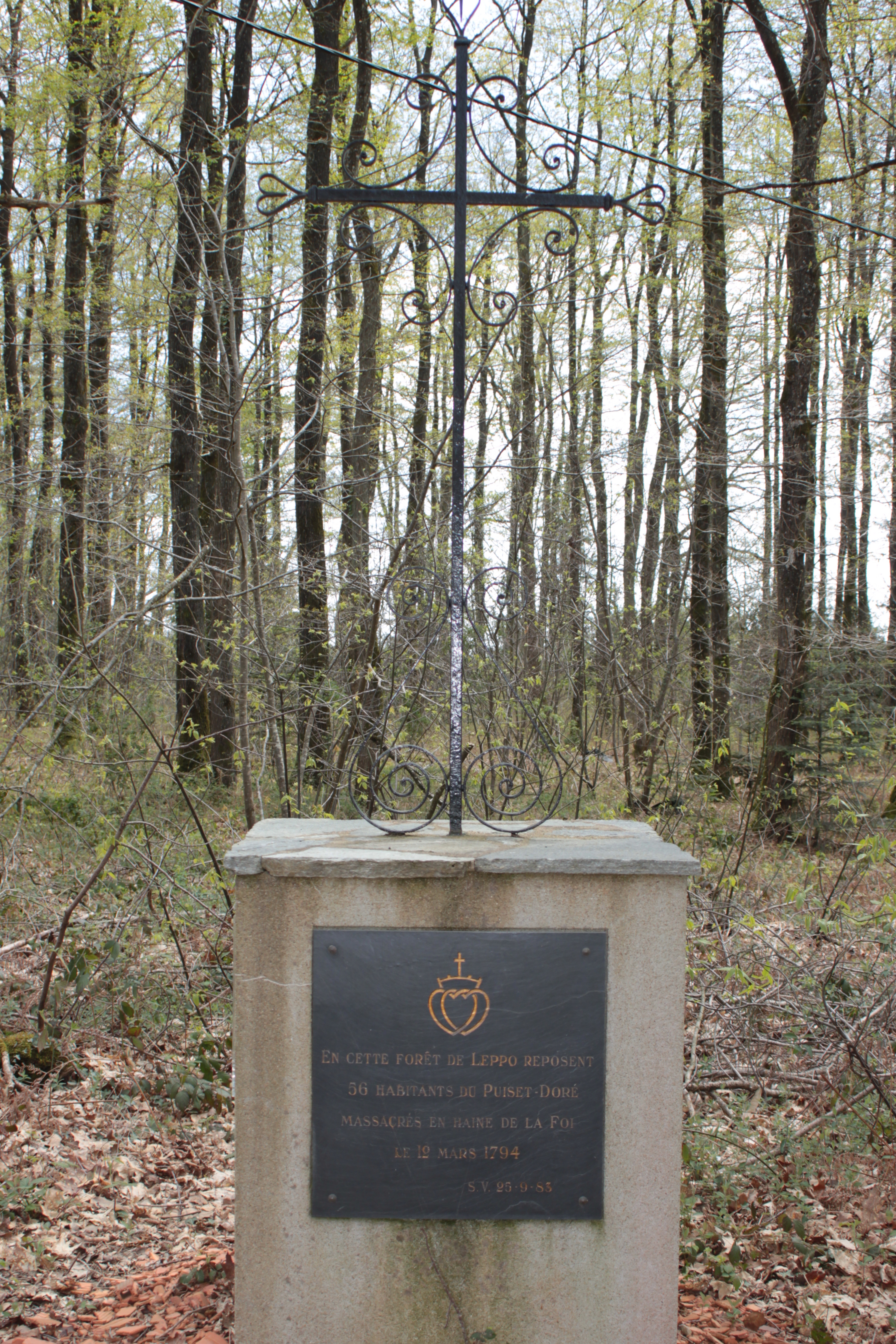
Creu commemorativa de la massacre de Le Puiset-Doré.

La columna, comandada pel general de brigada Étienne Cordellier surt de Brissac-Quincé el 22 de gener. La plaça ha estat preservada pel general. L'endemà, Cordellier també preserva Beaulieu, comuna força patriota, cosa que no impedeix que els seus soldats cometin nombrosos saquejos.
El 25 de gener, els habitants de La Jumellière, entre els quals hi ha 37 dones i nens, juntament amb els consellers municipals i el capellà constitucional, són massacrats a baioneta en un prat. Poc després, el poble torna a ser ocupat per les tropes de La Rochejaquelein. Un oficial vendeà, Louis Monnier, evoca la massacre a les seves memòries.
El mateix dia, un altre destacament de la columna arriba a Melay. Els republicans improvisen un tribunal revolucionari. 29 dones i 23 nens són afusellats, els que encara respiren són rematats a baioneta. Només un home i quatre dones sobreviuen l'afusellament.

El 26 de gener, la columna arriba a Jallais i incendia els pobles situats al voltant de la petita ciutat igual que Saint-Lézin. Després d'haver passat la vetlla a Montrevault, que és preservada, Cordellier és atacat el primer de febrer per Jean-Nicolas Stofflet a la batalla de Gesté; vençuda, la columna es replega cap a Montrevault. Però, el 5 de febrer, la columna torna a Gesté i massacra 138 habitants, alguns dels quals dins del castell. Després acampa a Montfaucon on 41 persones són assassinades. El 6 de febrer, la columna arriba a Tiffauges, Cordellier escriu que 
| « | independentment que tot encara cremi, he fet matar 600 particulars d'ambdós sexes. | » |

L'endemà, un destacament de la columna arriba a Les Landes-Genusson, i tota la població present, és a dir 98 persones, homes, dones i nens, és massacrada. La columna arriba a Cholet a marxes forçades, pren part a la tercera batalla de Cholet; la ciutat és recuperada als vendeans comandats per Stofflet. El 13 de febrer, la columna incendia Chemillé, d'on la població ja havia fugit. L'endemà, Cordellier encara ha de lluitar contra les forces de Stofflet en la batalla de Beaupréau on els Republicans contenen l'atac. El 15 de febrer, les forces de Cordellier i de Crouzat s'ajunten a Montaigu.
El 22 de febrer, la columna executa 15 persones a Vieillevigne i en massacra 100 més a Les Brouzils, després comet una nova massacre l'endemà a Chavagnes-en-Paillers. S'hi identifiquen 201 víctimes. Al cap de tres dies, Cordellier s'ajunta amb Turreau amb vistes a una ofensiva contra Charette. Els Republicans en surten victoriosos però els vendeans aconsegueixen fugir sense patir massa pèrdues. Cordellier se separa de Turreau després de la batalla, arriba a Vieillevigne i Montbert on 35 persones són executades el 26 de febrer, i l'endemà incendien Vieillevigne, Saint-André-Treize-Voies, Saint-Sulpice-le-Verdon, Rocheservière i Mormaison, en total maten 80 persones.
El 28 de febrer, la columna s'enfronta a les tropes de Charette, durant el combat, el cap de batalló Matincourt, un oficial de Cordellier, se'n va a Lucs-sur-Boulogne i fa matar de 500 a 590 persones a la capella del Petit-Luc. Aquesta massacre és la més famosa i la més important perpetrada per les columnes infernals. L'abat Charles Vincent Barbedette fa una llista de 564 víctimes, de les quals 109 són nens de menys de 7 anys.

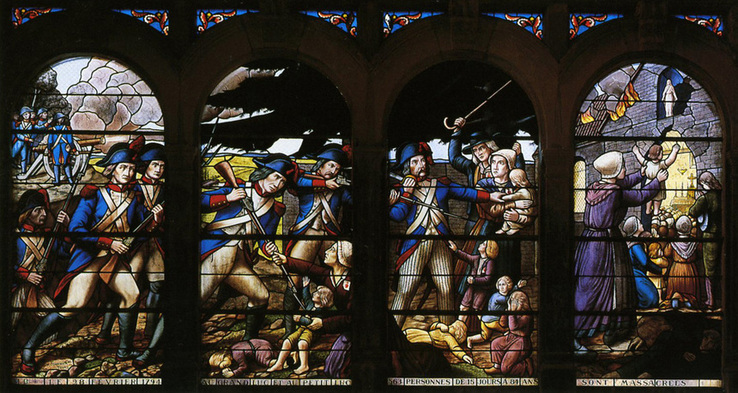
Vitrall de l'església de Lucs-sur-Boulogne per Fournier.

La columna es reagrupa i, el primer de març, assassina 66 persones a Saint-Étienne-du-Bois; al cap de tres dies incendien Les Brouzils per segona vegada i maten 270 habitants en total. El 5 de març, els Republicans travessen Montaigu, Clisson, Mouzillon i Le Pallet a marxes forçades i, l'endemà arriben Le Loroux-Bottereau, on esclafen un agrupament d'insurgents; els soldats es queden tres dies al poble i el destrueixen igual que Saint-Julien-de-Concelles i Le Landreau. Segons els representants Garrau i Prieur de la Marne, moren de 300 a 400 rebels sense que es perdi ni un sol home per als Republicans.
El 10 de març, a La Chapelle-Basse-Mer, té lloc dins el poble de Beauchêne la massacre de 26 persones, entre les quals hi havia 11 dones, 9 nens de menys d'11 anys i tres nounats. El mateix dia, maten un home vell a La Boissière-du-Doré i dues dones de 25 i 60 anys d'edat són raptades i trobades mortes, una a Doré i l'altra a Gesté. El 12 de març, 56 persones són mortes al bosc de Leppo a Le Puiset-Doré. El 13 de març, 178 persones, entre les quals hi havia 53 nens de menys de 10 anys, són massacrades a Le Fief-Sauvin; 42 dones i nens són morts a la Chaussaire. L'endemà, la columna travessa Montrevault on són assassinades 72 persones, i després arriba a Saint-Florent-le-Vieil on s'ajunta amb Turreau.

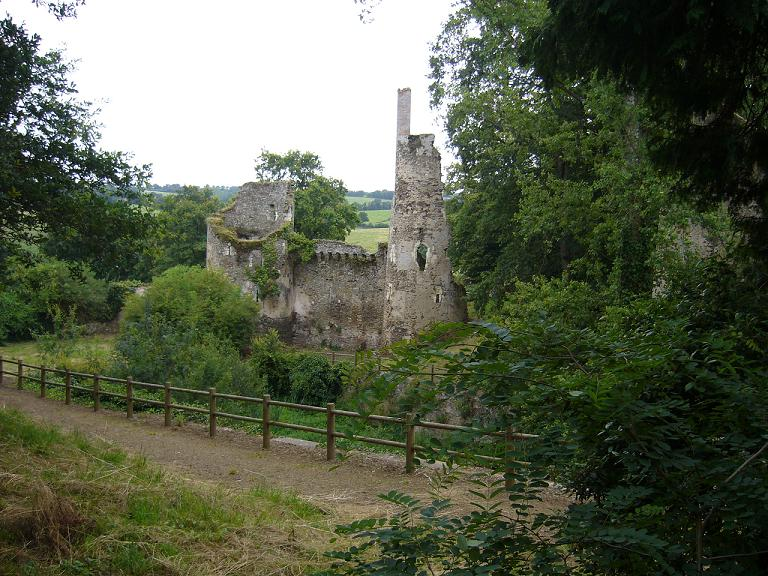
Ruïnes del castell de la Turmelière.

Però la columna no s'hi queda gaire temps, i els dies 16 i 17 de març, els republicans incendien i arrasen La Remaudière, La Boissière-du-Doré, Saint-Laurent-des-Autels, Drain, Liré i Champtoceaux, n'assassinen els habitants, homes, dones i nens. La columna acampa a les landes de Sainte-Catherine a la comuna de La Remaudière, des d'allà maten 5 persones l'11 de març i 96 persones el 17 de març, entre les quals moltes famílies dels pobles de Sainte-Catherine, La Ménardière, La Savaterie. Aquestes 96 víctimes, la meitat de cada sexe, es reparteixen així: 8 bebès, 20 nens entre 2 i 11 anys, 10 adolescents de 12 a 18 anys, 22 dones i 17 homes adults, 19 persones de més de 60 anys. El mateix dia, a la comuna veïna a La Boissière-du-Doré, maten 48 persones: 5 homes i 8 dones de més de 60 anys, 5 bebès de menys de 2 anys, 6 nenes i 4 nens de menys d'11 anys, 4 adolescents, 7 dones i 9 homes adults. Les massacres fan 230 morts a Saint-Laurent-des-Autels, entre els quals 93 homes, 66 dones i 71 nens, 82 morts a Champtoceaux, 102 habitants de Liré són morts, igual que 106 o 108 persones a Drain. Després la columna arriba a La Chapelle-Basse-Mer, on la població és massacrada, com a mínim moren 118 persones. Segons els testimonis, un d'anomenat Peigné i l'abat Robin, noies joves són violades i penjades nues dels arbres, dones embarassades són esclafades en premses, empalen nens a la punta de les baionetes.
Finalment, durant la nit, la columna ataca per sorpresa Saint-Julien-de-Concelles i en massacra els habitants. El 25 de març, Cordellier es posa malalt; marxa per tractar-se a Saumur i confia el comandament de la columna a Crouzat.

### Desena columna, Crouzat (21 de gener-10 de maig):Brissac-Quincé-Les Sorinières

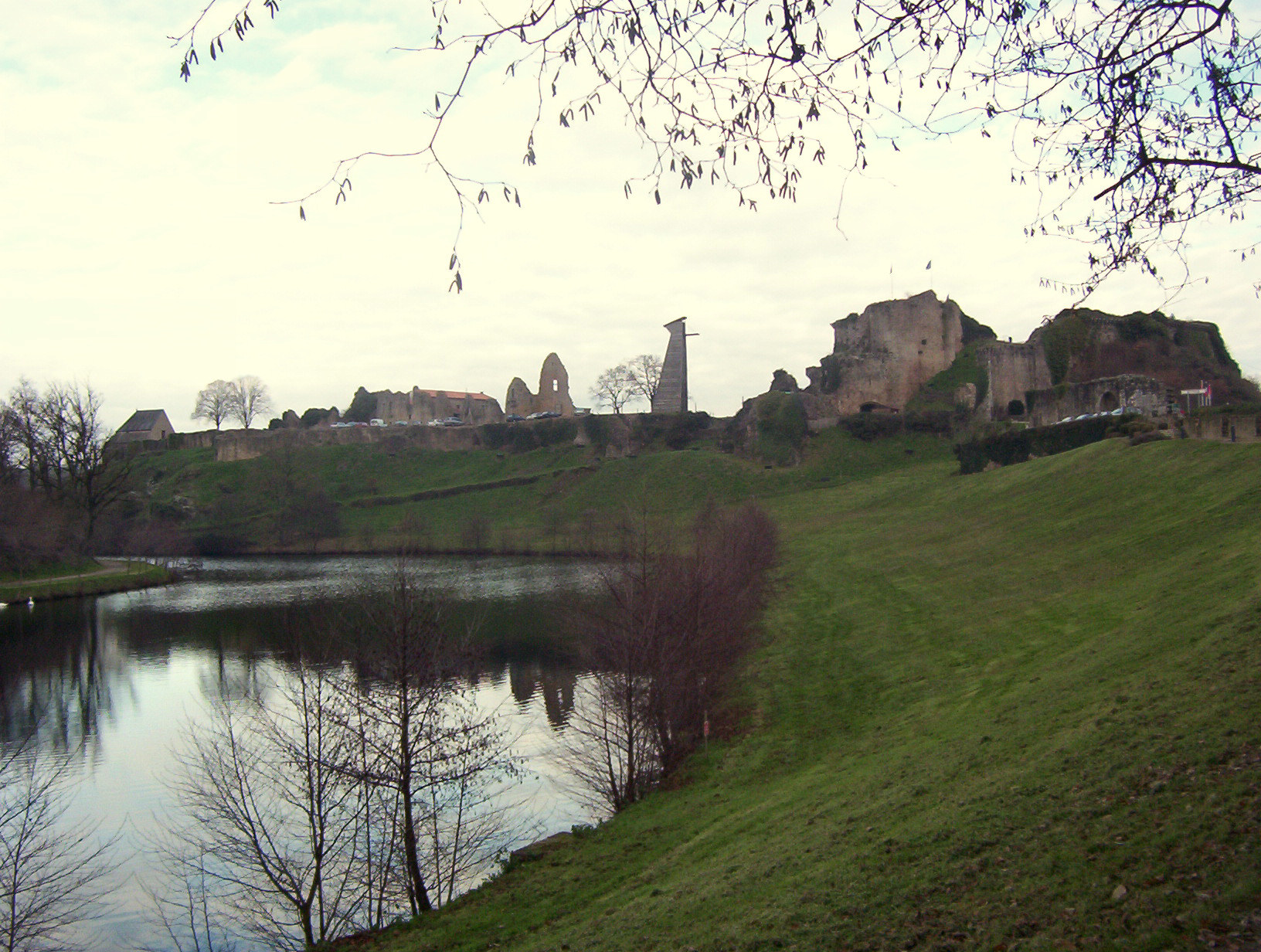
Castell de Tiffauges.

El 21 de gener, la columna, comandada pel general de brigada Joseph Crouzat, el segon de Cordellier, surt de Brissac-Quincé. Després de passar per Thouarcé, arriba a Gonnord el 23 de gener, on 200 persones són massacrades, 2 dones i 30 nens s'haurien enterrat vius. Després, el 24 de gener la columna arriba a Chemillé, que és perdonada a canvi de botí. L'endemà, travessa Chanzeaux i crema algunes cases. Al menys 14 dones són capturades i afusellades, així com un home vell; moren cantant la Salve Regina, i els soldats responen amb La Marsellesa.
El 26 de gener, Crouzat es troba breument amb Cordellier a Jallais, i després els dies següents va a May-sur-Èvre, La Romagne i Saint-Macaire-en-Mauges, però és derrotat el dia 1 a la batalla de Gesté. L'endemà, es torna a trobar amb Cordellier, també derrotat.

Durant els mesos de febrer i març, les dues columnes de la divisió es reunifiquen, però Cordellier es posa malalt el 25 de març. Llavors, el 27 de març, Crouzat pren el comandament de la divisió, escorcolla el bosc de Vezins amb la columna del general Grignon, que en aquell moment disposa de 2500 homes, i fa matar les persones que s'hi havien refugiat; segons la tradició la massacre hauria provocat 1200 morts, però en realitat el nombre de víctimes sembla que ha estat força menor, ja que en el seu informe a Turreau, Crouzat escriu: 
| « | Hem escorcollat el bosc de Vezin i el del Breil-Lambert on no hem trobat cap agrupació, només algunes dones de bergants, amagades per aquí i per allà, que han estat exterminades. | » |

Malgrat la desfeta, els republicans continuen la marxa i, el 2 d'abril, afusellen gent de Tiffauges, al Pré-Guérin, prop del castell de Tiffauges. Després, el 5 d'abril, cremen i massacren a Torfou, Clisson i Montfaucon-Montigné. 141 habitants de Torfou, en total, són massacrats per les columnes infernals. A Clisson, una trentena de persones amagades a les ruïnes del poble són massacrades. En aquest mateix poble, prop de l'estany le Grenouiller, 150 dones haurien estat cremades, segons el relat fet, l'any 1829, d'un antic soldat republicà a la comtessa de La Bouëre. Aquesta explica el relat a les seves memòries:
| « | Fèiem forats a terra, per col·locar calderes per recollir el que queia; havíem posat barres de ferro a sobre i hi havíem col·locat les dones a sobre, (...) després encara més amunt hi havia el foc (...). Dos dels meus companys estaven amb mi per aquesta feina. En vaig enviar 10 barrils a Nantes. Era com el greix de mòmia: es feia servir als hospitals. | » |

El soldat es vantava igualment d'haver "escorxat bergants per fer-ne adobar la pell" a Nantes, i d'haver venut 12 pantalons de pell humana a La Flèche. Madame de La Bouëre afegeix, no obstant, que "és probable que aquest fanfarró de crims els exageri".
A partir d'aquest moment, les accions de la divisió són desconegudes durant un llarg període. El 10 de maig, per ordres de Turreau, la columna de Crouzat s'atrinxera al campament de Les Sorinières i hi formen una guarnició, no obstant continua cometent nombrosos assassinats i atacs a la seva rodalia.

### Onzena columna, Moulin (24 de gener-8 de febrer):Les Ponts-de-Cé-Cholet
Després d'algunes dificultats per reunir les seves tropes, el general de brigada Jean-Baptiste Moulin surt de Les Ponts-de-Cé el 24 de gener de 1794. El mateix dia, fa incendiar Mozé-sur-Louet però deixa estar Rochefort-sur-Loire. Al cap de dos dies, la columna crema Saint-Laurent-de-la-Plaine i Sainte-Christine, afusellant dues dones, una de les quals era comtessa. El 28 de gener, a La Poitevinière, descobreixen dones i nens amagats darrere uns matolls i els maten a tots; un soldat s'emporta el cos d'un nen petit clavat en una pica.
El 29 de gener, la columna arriba a Cholet; Turreau dona a Moulin l'ordre de quedar-s'hi. Però el 8 de febrer, la columna, encara que estava reforçada per les tropes de Caffin, és atacada i vençuda pels vendeans comandats per Jean-Nicolas Stofflet. Durant el curs de la batalla, Moulin, ferit, se suïcida per no ser capturat.